# 笠岡諸島
笠岡諸島（かさおかしょとう）は、瀬戸内海中部にある諸島。全島が岡山県笠岡市に属する。備中諸島の異称もある。2019年、日本遺産に認定された。

## 概要
笠岡諸島は、笠岡市から南方に連なっており、大小30あまりの島々からなる。そのいくつかは既に干拓によって本土と陸繋りになっている。有人島は８つで、本土に近い側から差出島、高島、白石島、北木島、大飛島、小飛島、真鍋島、六島。瀬戸内海国立公園に指定されている。
瀬戸内海は笠岡諸島を境にして東側を水島灘、西側を備後灘としている。笠岡諸島の東側には塩飽諸島、西側には芸予諸島の東端をなす走島や宇治島がある。笠岡諸島を備讃諸島の一部とする場合もある。

## 笠岡諸島の島の一覧
- 採録順、面積は原則として『日本の島事典』(1995)に拠った。[注 2]
- 太字は有人島、斜字はかつて独立した島だったが笠岡湾の干拓によって陸繋島となったもの。

| 島名       | よみ         | 位置                                   | 国土地理院地図 | 国土地理院地図 | 国土地理院地図 | 国土地理院地図 | 周囲 (km) | 面積 (km2) | 出典          | 備考                                 |
| 島名       | よみ         | 位置                                   | 20             | 5.0            | 2.5            | web            | 周囲 (km) | 面積 (km2) | 出典          | 備考                                 |
| ---------- | ------------ | -------------------------------------- | -------------- | -------------- | -------------- | -------------- | --------- | ---------- | ------------- | ------------------------------------ |
| 神島       | こうのしま   | 北緯34度27分26.3秒 東経133度30分27.5秒 | [ 8 ]          | [ 9 ]          | [ 10 ]         | ○              | 16.44     |            | [ 11 ] [ 12 ] | 現在は本土と陸続き                   |
| 片島       | かたしま     | 北緯34度28分47.3秒 東経133度30分12.9秒 | [ 8 ]          | [ 9 ]          | [ 13 ]         | ○              | 4.5       |            | [ 11 ] [ 14 ] | 現在は本土と陸続き                   |
| 大島       | おおしま     | 北緯34度22分42.3秒 東経133度35分7.8秒  | [ 8 ]          | [ 9 ]          | [ 15 ]         | ○              |           | 0.2386     | [ 11 ]        | 大島と前大島の総称。                 |
| （前大島） |              | 北緯34度22分24.4秒 東経133度35分7.5秒  | ×              | ×              | ×              |                |           |            | [ 11 ]        |                                      |
| 茂床島     | もとこしま   | 北緯34度22分22.3秒 東経133度35分34.7秒 | [ 8 ]          | [ 9 ]          | [ 15 ]         | ○              |           | 0.019      | [ 11 ]        |                                      |
| 真鍋島     | まなべしま   | 北緯34度21分12秒 東経133度34分46.5秒   | [ 8 ]          | [ 9 ]          | [ 15 ]         | ○              | 7.6       | 1.46       | [ 11 ] [ 16 ] |                                      |
| 問島       | まどいし     | 北緯34度21分13.6秒 東経133度33分6.8秒  | [ 8 ]          | [ 9 ]          | [ 15 ]         | ○              |           | 0.0114     | [ 11 ]        |                                      |
| 北木島     | きたぎしま   | 北緯34度23分3.2秒 東経133度32分15.4秒  | [ 8 ]          | [ 9 ]          | [ 15 ]         | ○              | 18.3      | 7.47       | [ 11 ] [ 17 ] |                                      |
| 縦島       | たてじま     | 北緯34度24分30.2秒 東経133度32分9.3秒  | [ 8 ]          | [ 9 ]          | [ 15 ]         | ○              |           | 0.001      | [ 11 ]        |                                      |
| 小飛島     | こびしま     | 北緯34度20分47.6秒 東経133度31分19.4秒 | [ 8 ]          | [ 9 ]          | [ 15 ]         | ○              | 2.8       | 0.3        | [ 11 ] [ 18 ] | 小飛島と大飛島を総称して飛島という。 |
| 大飛島     | おおびしま   | 北緯34度20分27.7秒 東経133度30分14.3秒 | [ 8 ]          | [ 9 ]          | [ 19 ]         | ○              | 5.5       | 1.05       | [ 11 ] [ 18 ] | 小飛島と大飛島を総称して飛島という。 |
| 白石島     | しらいしじま | 北緯34度24分0.9秒 東経133度30分56.6秒  | [ 8 ]          | [ 9 ]          | [ 15 ]         | ○              | 10.1      | 2.92       | [ 11 ] [ 20 ] |                                      |
| 弁天島     | べんてんじま | 北緯34度24分40.2秒 東経133度30分49.6秒 | [ 8 ]          | [ 9 ]          | [ 15 ]         | ○              |           | 0.0028     | [ 11 ]        |                                      |
| 沖白石     | おきしらいし | 北緯34度24分58.9秒 東経133度30分50.8秒 | [ 8 ]          | [ 9 ]          | [ 13 ]         | ○              |           | 0.0008     | [ 11 ]        |                                      |
| 小山       | こやま       | 北緯34度24分24.9秒 東経133度30分19.6秒 | ×              | [ 9 ]          | [ 15 ]         | ○              |           | 0.0027     | [ 11 ]        |                                      |
| 小高島     | こたかしま   | 北緯34度25分21.6秒 東経133度30分49.6秒 | [ 8 ]          | [ 9 ]          | [ 13 ]         | ○              |           | 0.027      | [ 11 ]        |                                      |
| コゴチ島   | こごちしま   | 北緯34度25分13.8秒 東経133度30分58.5秒 | [ 8 ]          | [ 9 ]          | [ 13 ]         | ○              |           | 0.0067     | [ 11 ]        |                                      |
| 高島       | たかしま     | 北緯34度25分40.9秒 東経133度30分23.7秒 | [ 8 ]          | [ 9 ]          | [ 13 ]         | ○              | 5.9       | 1.25       | [ 11 ] [ 21 ] |                                      |
| 明地島     | みょうじしま | 北緯34度26分2.2秒 東経133度29分56.3秒  | [ 8 ]          | [ 9 ]          | [ 13 ]         | ○              |           | 0.0799     | [ 11 ]        |                                      |
| 差出島     | さすでしま   | 北緯34度26分19.7秒 東経133度30分11.9秒 | [ 8 ]          | [ 9 ]          | [ 13 ]         | ○              |           | 0.0447     | [ 11 ]        |                                      |
| 小殿州     | こどんす     | 北緯34度28分22.5秒 東経133度31分34秒   |                | [ 9 ]          | [ 13 ]         | ○              |           | 0.0069     | [ 11 ]        |                                      |
| 神岩       | こうのいし   |                                        | ×              | ×              | ×              | ×              |           | 0.00005    | [ 11 ]        |                                      |
| 稲積島     | いなづみしま | 北緯34度25分52.5秒 東経133度29分22.5秒 | [ 8 ]          | [ 22 ]         | [ 10 ]         | ○              |           | 0.023      | [ 11 ]        |                                      |
| 鳥山       | とりやま     | 北緯34度25分30.5秒 東経133度29分44.4秒 | [ 8 ]          | [ 22 ]         | [ 10 ]         | ○              |           | 0.0009     | [ 11 ]        |                                      |
| 横辺島     | よこべじま   | 北緯34度22分45.5秒 東経133度30分49.8秒 | [ 8 ]          | [ 9 ]          | [ 15 ]         | ○              |           | 0.0009     | [ 11 ]        |                                      |
| 梶子島     | かじこしま   | 北緯34度22分59秒 東経133度29分51.2秒   | [ 8 ]          | [ 9 ]          | [ 19 ]         | ○              |           | 0.0576     | [ 11 ]        |                                      |
| カナリ島   | かなりしま   | 北緯34度23分29.5秒 東経133度29分20.3秒 | [ 8 ]          | [ 22 ]         | [ 19 ]         | ○              |           | 0.0018     | [ 11 ]        |                                      |
| 六島       | むしま       | 北緯34度18分12.9秒 東経133度31分55.6秒 | [ 8 ]          | [ 23 ]         | [ 24 ]         | ○              | 4.3       | 1.02       | [ 11 ]        |                                      |
| 土生島     | はぶじま     | 北緯34度19分13秒 東経133度31分1.7秒    | [ 8 ]          | [ 23 ]         | [ 24 ]         | ○              |           | 0.0145     | [ 11 ]        |                                      |
| ホヤ       | ほや         | 北緯34度26分3.3秒 東経133度30分27.4秒  |                | [ 9 ]          | [ 13 ]         | ○              |           | 0.0006     | [ 11 ]        |                                      |
| 高砂       | たかさご     |                                        | ×              | ×              | ×              |                |           | 0.003      | [ 11 ]        |                                      |

## 地勢

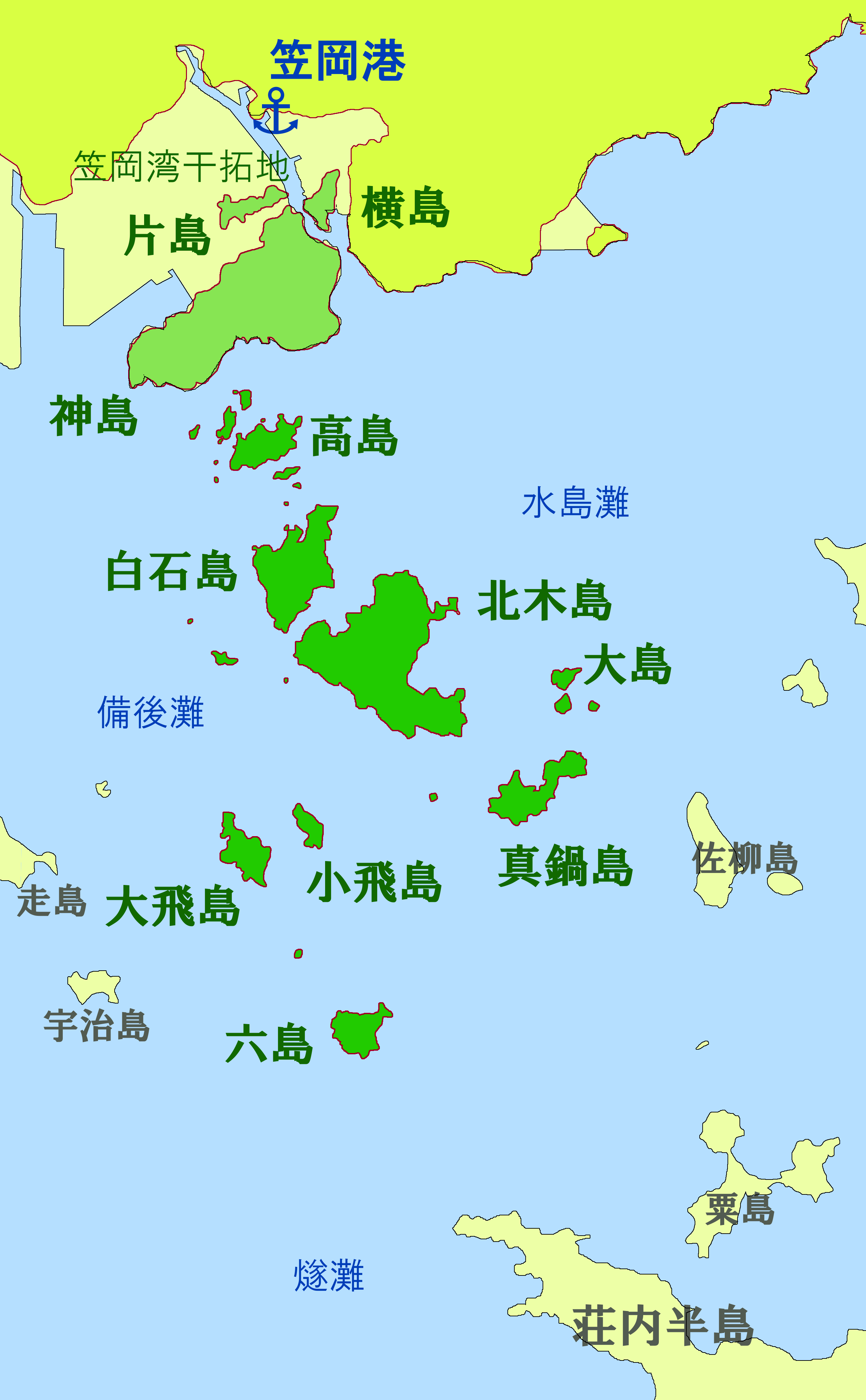
笠岡諸島の略図。近世から現代にかけて行われた笠岡湾の干拓によって、横島、片島、神島は本土と陸続きになっている。

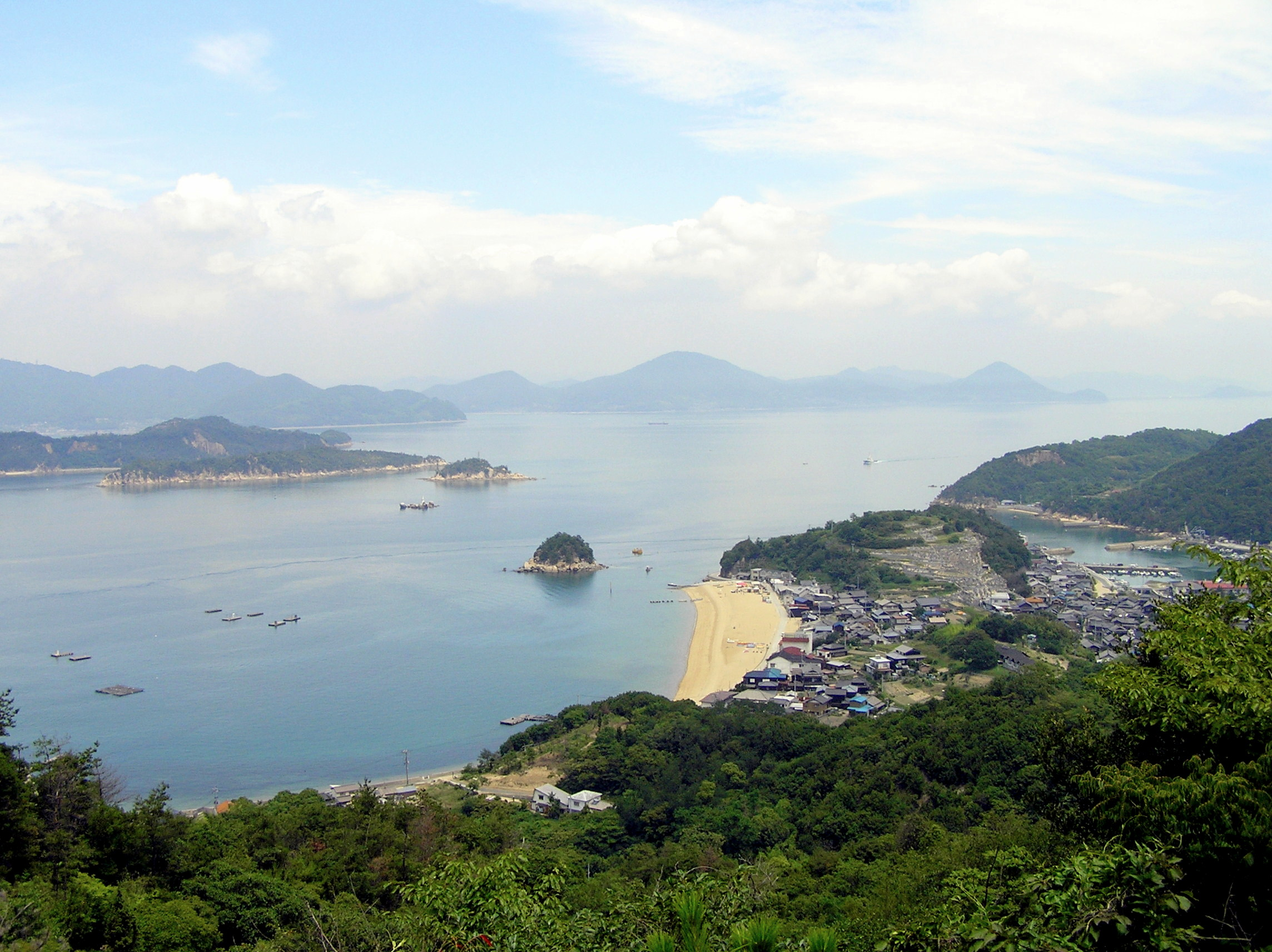
白石島から北へ沖ノ白石、コゴチ島、小高島、高島、神島（本土）を望む

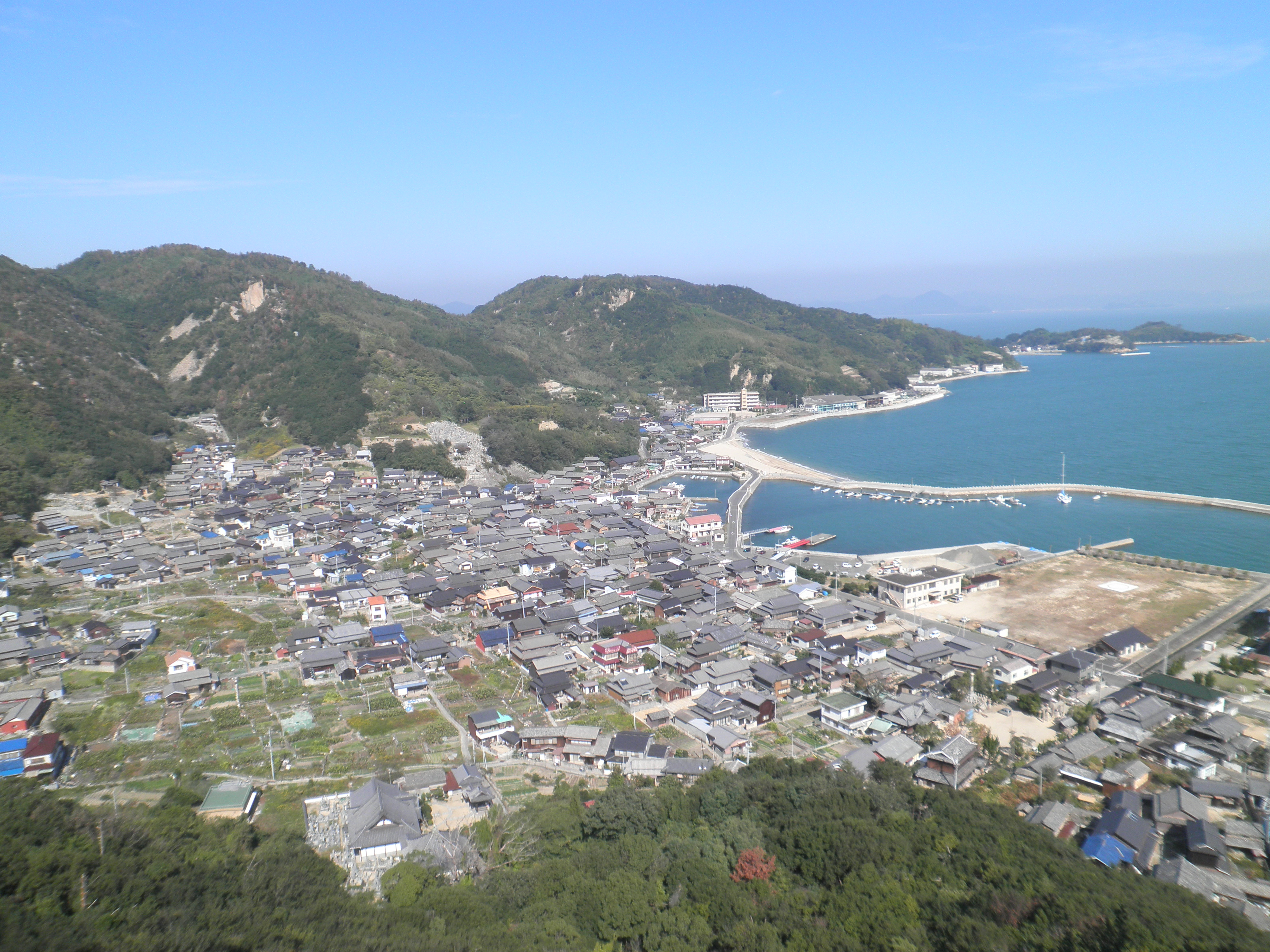
笠岡諸島最大の島である北木島の大浦集落

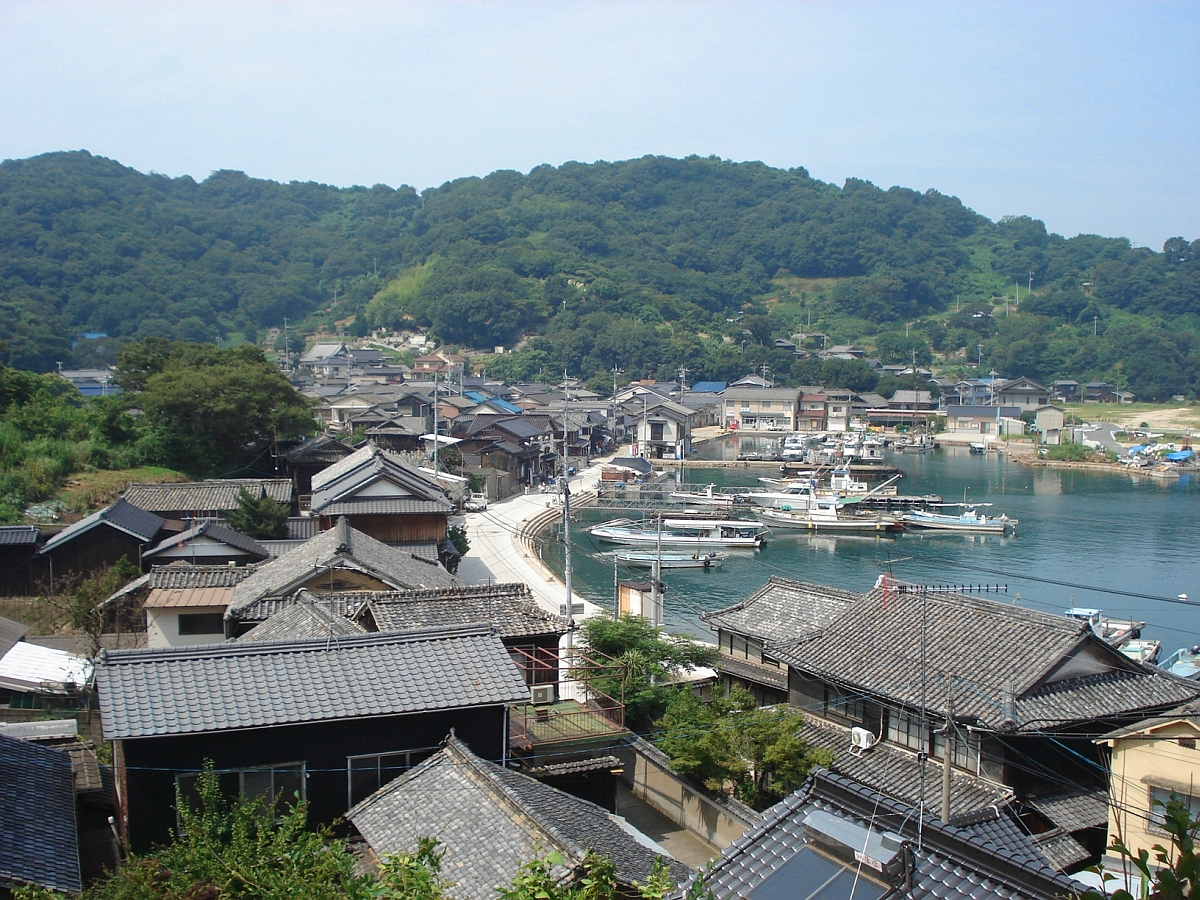
真鍋島の中心地区本浦

### 地形と地質
笠岡諸島では、北北西から南南東に向かって連なる断層帯に沿って30以上の島が並んでいる。各島の地形もこの断層帯の影響を強く受けており、とりわけ北木島や白石島の西海岸は断層崖になっている。この断層は瀬戸内海の形成にも関わっていると考えられている。
ほとんどの島は花崗岩でできている。北部の神島だけは例外的に大半が流紋岩で構成されており、南東端の一部だけが花崗岩でいる。どの島も山がちで平地に乏しく、近世以降の干拓地を除いては海岸沿いや山肌に集落が形成されている。
笠岡諸島は潮境になっており、東側が水島灘、西側が備後灘である。特に高島と白石島の間の幅3kmほどの海峡を白石瀬戸（しらいしせと）といい、干潮時には瀬戸を中心に東西に潮が引き、満潮時には両側から潮が満ちる現象をみることができる。

### 歴史
笠岡諸島の島々には、旧石器時代から縄文時代、弥生時代にかけての遺跡が数多く出土している。特に旧石器時代の遺跡は本土よりも明地島や高島を中心に分布している。縄文時代以降の遺跡は各島から広くみつかっており、なかでも高島の王泊遺跡は古墳時代から奈良時代にかけて同島に製塩を行う大集落があったことを示している。横島の対岸にあたる笠岡市西大島では、かつての海岸部から津雲貝塚が発見され、縄文時代の人骨が232体まとまって出土した。同時代の人骨が大量に発見されたのは日本で初めてのものであり、その後の発見も含めて全国で2番めに多い発見数である。これにより当時の埋葬法や抜歯の研究が進み、国内の石器時代研究上、極めて重要なものになった。大飛島には奈良時代から鎌倉時代にかけての祭祀遺跡があり、三彩器や銅鏡が発見されている。これらは古代の遣新羅使や遣唐使、太宰府へ下る役人が、航海の途上でこの島に立ち寄って神事を行った証拠とみなされており、この島々が「潮待ち・風待ち」の場所として、古くから瀬戸内海の交通の要衝になっていたことを示すと考えられている。
一方、『日本書紀』や『古事記』の伝説として、神武天皇による東征の際、笠岡諸島に行宮を設けて数年暮らしたとされている。この行宮が神島にあったという説と、高島にあったという説がある。
平安時代には笠岡諸島の土豪として真鍋氏（真名辺氏）の名が『平家物語』にみえ、源平合戦では平家方について戦ったと伝わっている。鎌倉時代以降は陶山氏の勢力下におかれた。室町時代中期から戦国時代には笠岡が交通の要衝として毛利氏や小早川氏が進出し、笠岡諸島は水軍の拠点となった。近世は備後福山藩の支配下となり、港湾が整備されて瀬戸内航路の要港となり、西国大名の参勤交代路として頻繁に利用された。
江戸時代には笠岡湾や笠岡諸島で盛んに干拓が行われた。これによって笠岡港に近いいくつかの島が本土と地続きになったのをはじめ、白石島などでも入江が干拓されて市街地や港湾が整備された。

### 産業
古くは山の斜面での畑作を中心とした農業中心の生活が営まれ、とくに各島ではウシの飼育が営まれていた。しかし島の人口の増加によって耕作地が拡大すると、もともと平地の乏しい各島ではウシを飼う土地が無くなっていった。その結果、中世から近世にかけて漁業や水運への依存が高まっていった。主島の北木島と真鍋島の間の海域は豊かな漁場であり、特に近世はイワシの産地として知られていた。このイワシは主に干鰯にされ、肥料として笠岡諸島や周辺で重用された。また、北木島や白石島などは石材の産地としても著名である。
経済構造の変化によって漁業や水運業、石材業が低迷すると、真鍋島などでは商品作物としての花卉栽培が一時的に栄えた。しかしそれも後に衰え、過疎化や高齢化に直面した各島は、共同で観光業に力を入れるようになった。2005年（平成17年）には地域おこしの一環として、地場の海産物などを使用した特産品として、弁当「しまべん」を発表した。これはNHKの番組「おーい、ニッポン」のプロジェクトとして、笠岡市やNPO法人などが共同して開発したものである。この取り組みが評価され、農林水産省による平成22年度農林水産祭むらづくり部門農林水産大臣賞を受けた。このほか夏期には海水浴客やキャンプ客などで賑わう他、年間を通して釣り客も多い。
高島、白石島、真鍋島は瀬戸内海国立公園に含まれており、天然石や木材の採取もできない。また高島と白石島は国による名勝の指定も受けている。

### 行政上の扱い
近世以降笠岡湾の干拓が行われ、江戸時代に横島が地続きになり、昭和から平成にかけて片島や神島などが本土と陸続きになった。このため行政上、離島振興法の対象になっているのは神島よりも南側の諸島部だけになっており、そのうち有人島は高島、白石島、北木島、真鍋島、大飛島、小飛島、六島の7島である。
1957年（昭和32年）に、岡山県内では最初に離島振興法の指定を受けた。これによって、笠岡諸島では道路や港湾、電気の整備が進められた。その後も島々では水源は井戸に依存していたが、1975年（昭和50年）には海底敷設の送水管が建設され、上水道が行き届くようになった。

### 行政・自治体の変遷
| 島名   | 1989 明治22以前   | 1889 （明治22）     | 1949 （昭和24）     | 1951 （昭和26）     | 1952 （昭和27）     | 1953 （昭和28）     | 1955 （昭和30）   | 1982 （昭和57）   | 現在              |
| ------ | ----------------- | ------------------- | ------------------- | ------------------- | ------------------- | ------------------- | ----------------- | ----------------- | ----------------- |
| 横島   | 横島村            | 神島内村            | 神島内村            | 神島内村            | 神島内村            | 笠岡市 大字横島     | 笠岡市 大字横島   | 笠岡市 大字横島   | 笠岡市 大字横島   |
| 神島   | 神島内浦村        | 神島内村            | 神島内村            | 神島内村            | 神島内村            | 笠岡市 神島ほか     | 笠岡市 神島ほか   | 笠岡市 神島ほか   | 笠岡市 神島ほか   |
| 神島   | 神島外浦村        | 神島外村            | 神島外村            | 神島外村            | 神島外町            | 神島外町            | 笠岡市            | 笠岡市            | 笠岡市            |
| 高島   | 神島外浦村 の枝島 | 神島外村 大字高島   | 神島外村 大字高島   | 神島外村 大字高島   | 神島外町 大字高島   | 神島外町 大字高島   | 笠岡市 大字高島   | 笠岡市 大字高島   | 笠岡市 大字高島   |
| 飛島   | 神島外浦村 の枝島 | 神島外村 大字飛島   | 神島外村 大字飛島   | 神島外村 大字飛島   | 神島外町 大字飛島   | 神島外町 大字飛島   | 笠岡市 大字飛島   | 笠岡市 大字飛島   | 笠岡市 大字飛島   |
| 白石島 | 白石島            | 神島外村 大字白石島 | 白石島村            | 白石島村            | 白石島村            | 白石島村            | 笠岡市 大字白石島 | 笠岡市 大字白石島 | 笠岡市 大字白石島 |
| 北木島 | 北木島            | 北木島村            | 北木島村            | 北木島村            | 北木島町            | 北木島町            | 笠岡市 北木島町   | 笠岡市 北木島町   | 笠岡市 北木島町   |
| 真鍋島 | 真鍋島            | 真鍋島村            | 真鍋島村            | 真鍋島村            | 真鍋島村            | 真鍋島村            | 笠岡市 大字真鍋島 | 笠岡市 大字真鍋島 | 笠岡市 大字真鍋島 |
| 六島   | 真鍋島 の枝島     | 真鍋島村 大字真鍋島 | 真鍋島村 大字真鍋島 | 真鍋島村 大字真鍋島 | 真鍋島村 大字真鍋島 | 真鍋島村 大字真鍋島 | 笠岡市 大字真鍋島 | 笠岡市 大字六島   | 笠岡市 大字六島   |

### 文化
笠岡諸島は、本州本土と四国の接点であると同時に、備中国と備後国の国境にあり、また瀬戸内航路の重要寄港地として東西の文化に触れてきた。笠岡諸島ではこれら各地の文化が入り混じった特色が見られる。
アクセント・方言の面では、笠岡諸島の中でも立地による相違が見られる。岡山弁を基本にしながらも、四国に近い六島や真鍋島では四国方言の影響があり、北木島などでは広島弁・備後弁の影響が見られる。一例として、岡山弁で特徴的な「きょーてー」（恐ろしい）は、北木島や飛島までで使われるが、真鍋島や六島では讃岐弁の「おとろしー」が用いられる。

## 主要島

### 横島
横島は近世の干拓で陸続きになった島である。伝承では、もとは3つの小島だったものが干拓によって横長の島になったことからこの名前があるという。寛永年間（1624-1645年）の絵地図では孤島「横嶋」として描かれており、延宝2年（1674年）の干拓事業で本土と地続きになった。
その後も入江に港があったが、昭和から平成にかけての笠岡湾干拓によってこれらも陸地になった。南端には「大殿州」（おおどんす）などの小島があったが、これも干拓によって一体化されている。

### 片島
片島（かたしま）は笠岡港から南に約3kmにあり、かつて笠岡諸島で最も本土に近くにある島だった。標高58メートルの山を中心に東西に長く、周囲約4.5km、面積は約0.5km2。海水浴場としても知られていた。笠岡湾の干拓によって現在は完全に地続きになっている。

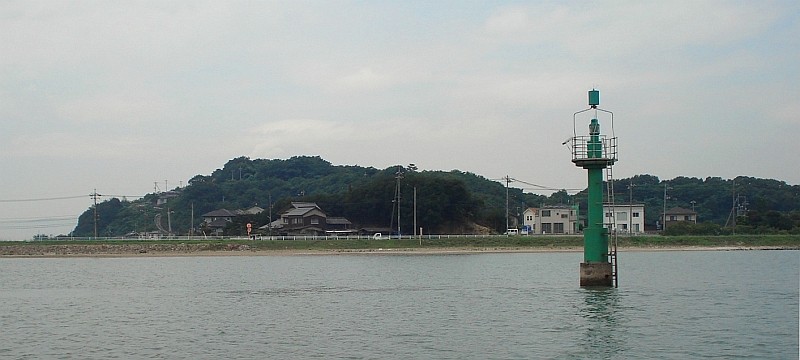
神島水道から見る片島

### 神島
神島（こうのしま）は笠岡港から南へ3kmほどの位置にあった島。神島の本土側を「内浦」、瀬戸内海側を「外浦」と呼んでいて、内浦の集落は本土と、外浦の集落は白石島などと村を形成していた。笠岡湾が埋め立てられて本土と地続きになる以前は、岡山県内で2番めに大きな島、有人島としては最大の島だった。
かつては手漕ぎ舟しか接岸が出来ない不便な離島だったが、1970年（昭和45年）に、横島とのあいだに神島大橋が建設されて本土と接続されて離島ではなくなり、さらに笠岡湾の干拓によって1990年（平成2年）に完全に地続きになった。本土や横島・大殿州と神島・子殿州のあいだは、狭いところでは幅100メートルあまりに接近しており、「神島水道」と呼ばれている。かつての笠岡湾はカブトガニの繁殖地だったが、湾の干拓にともなって繁殖地は神島水道に移された。
神島外浦には明治時代に創立された工場があり、化学肥料を生産している。ここは肥料業界大手だったコウノシマ化成（2008年（平成20年）に宇部興産に合併）の唯一の工場で、神島港は化学肥料の出荷港として笠岡市の経済の重要拠点の一つとなった。
神島の神島神社は延喜式神名帳の「神島神社」（備中国の式内社一覧参照）に比定される。また、『万葉集』『玉葉集』『新続古今集』などに「神島」を詠んだ和歌が収録されており、これを当地に比定する説もある。
神島の南側で高島とのあいだの海峡を黒土瀬戸といい、ここには差出島、明地島、稲積島などの無人島がある。

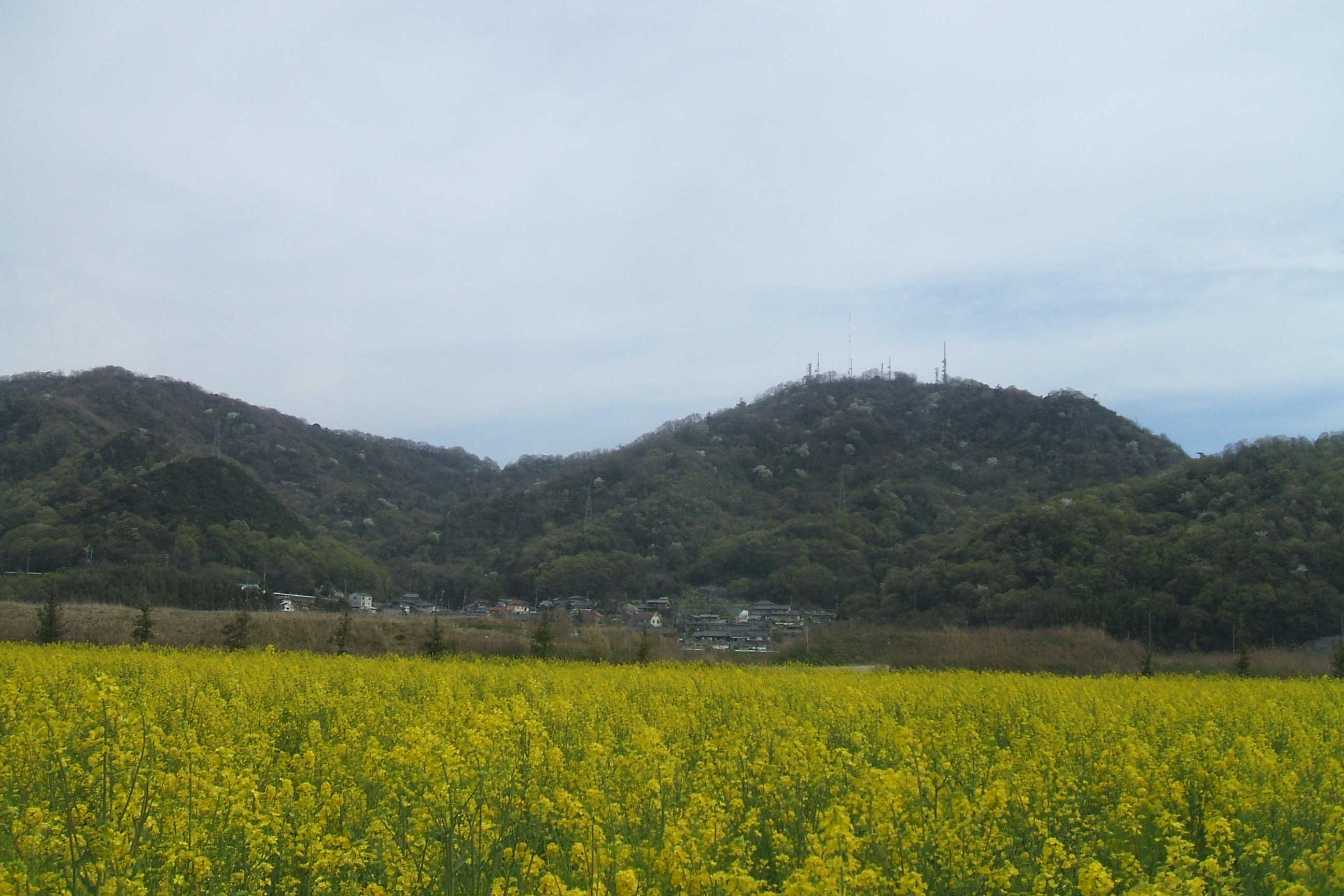
春の干拓地から望む神島

### 高島
高島（たかしま）は神島の2kmほど南にある有人島。笠岡港からは航路で12kmほどになる。属島として差出島、明地島、稲積島、小高島などを伴っている。1944年（昭和19年）には国の名勝の指定を受けている。
高島には多くの遺跡があり、古いものは先土器時代に遡る。これらの遺跡の調査によって縄文時代晩期の西日本の様相が明らかになった。
高島と神島をめぐっては、神武天皇が住んでいたと言う伝説がある。『日本書紀』や『古事記』では、神武天皇は東征の序盤で吉備国に「高島宮」という行宮をつくり、そこに3年又は8年のあいだ暮らしたとされている。この「高島宮」は高島を指すという説と、神島を指すという説がある。
高島の南沖には白石島があり、2島の間の海峡を白石瀬戸と呼ぶ。白石瀬戸には小高島、コゴチ島などの無人島がある。

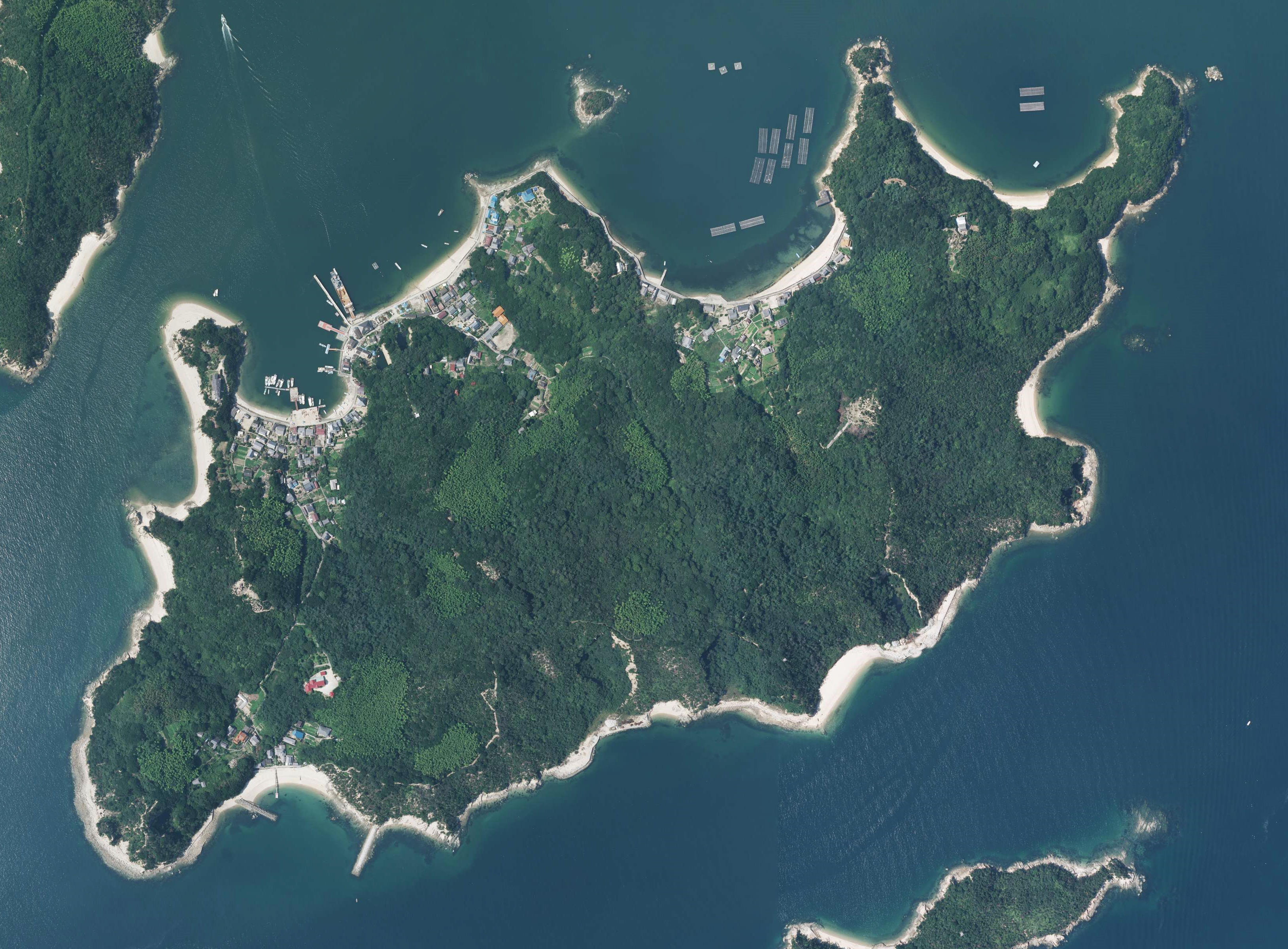
高島の航空写真。国土交通省 「国土画像情報（カラー空中写真）」を基に作成。

### 白石島
白石島（しらいしじま）は笠岡港から直線距離で南へ12km、航路では約16kmにある有人島。ほとんどの島が平坦地に乏しい笠岡諸島の中では例外的に平地が多いが、島の中央部の平地はもともと入江だったものが江戸時代に干拓事業として埋め立てられたものである。
白石島は笠岡諸島の中央に位置し、東の水島灘と西の備後灘の潮境になっているのみならず、瀬戸内海全体を東西に分ける位置にある。満潮のときは、東の紀淡海峡や鳴門海峡から入ってきた海水（登り潮）と、西の豊予海峡・関門海峡からの登り潮が白石島付近でぶつかる。引潮のときは反対に、白石島を境に東西に潮が引いていく。このため、白石島は古くから瀬戸内海の重要港として知られていた。近世には島の中央の入江が埋め立てられて大きな港が整備され、西国大名の参勤交代路として頻繁に利用された。江戸時代後期に日本を訪れたエンゲルベルト・ケンペルは、『江戸参府旅行日記』（元禄4年）のなかで「これから先の航海でも二度と期待し得ないような都合の良い投錨地」と評している。
1943年（昭和18年）には国の名勝の指定を受けている。島の中央部には、高さ10メートルあまりの花崗岩があり、「白石島の鎧岩」として国の天然記念物になっている。島には源平合戦の死者を弔うために始まったとされる「白石踊」という盆踊りが伝わっており、国の重要無形民俗文化財になっている。。

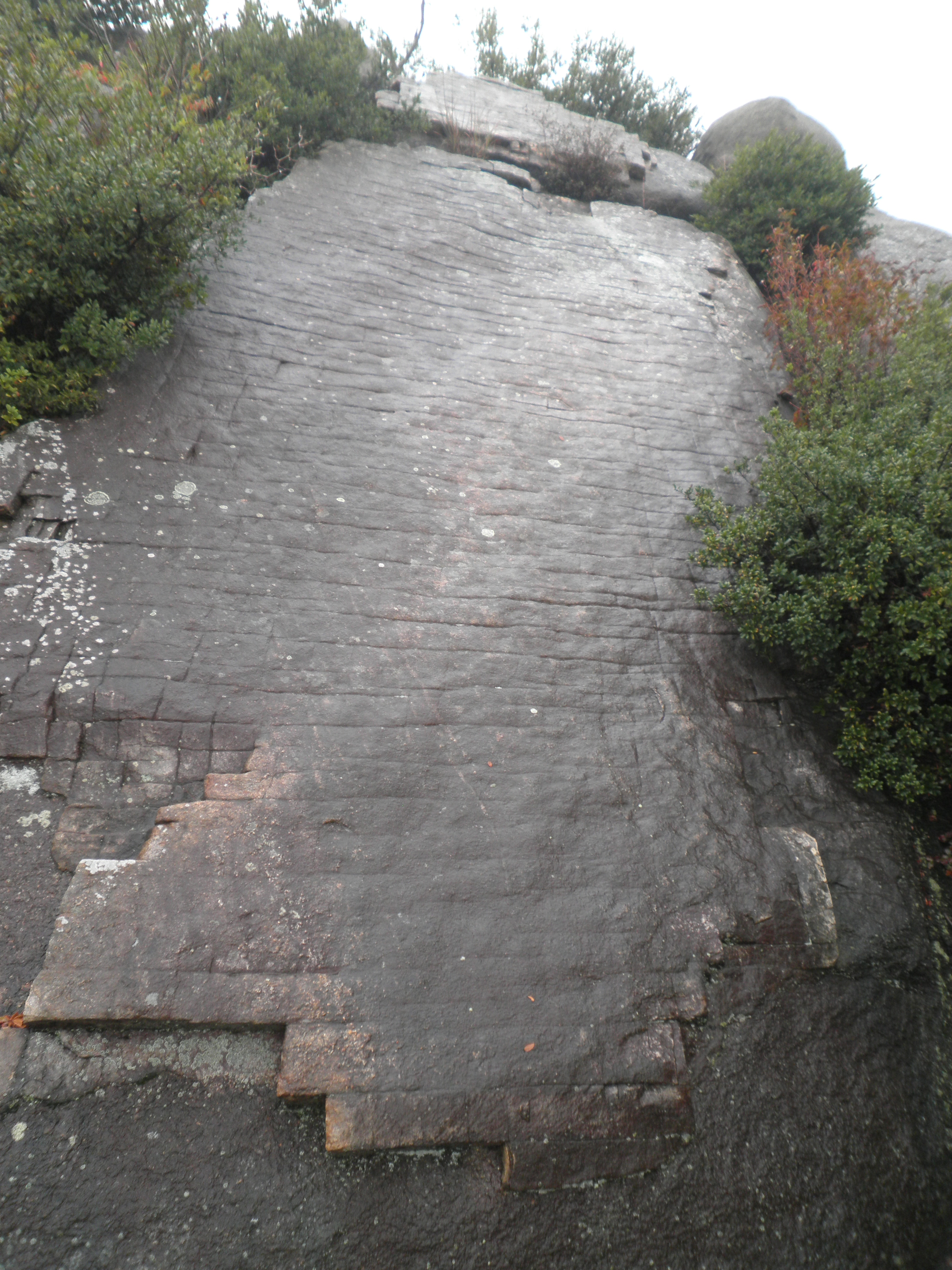
白石島の鎧岩
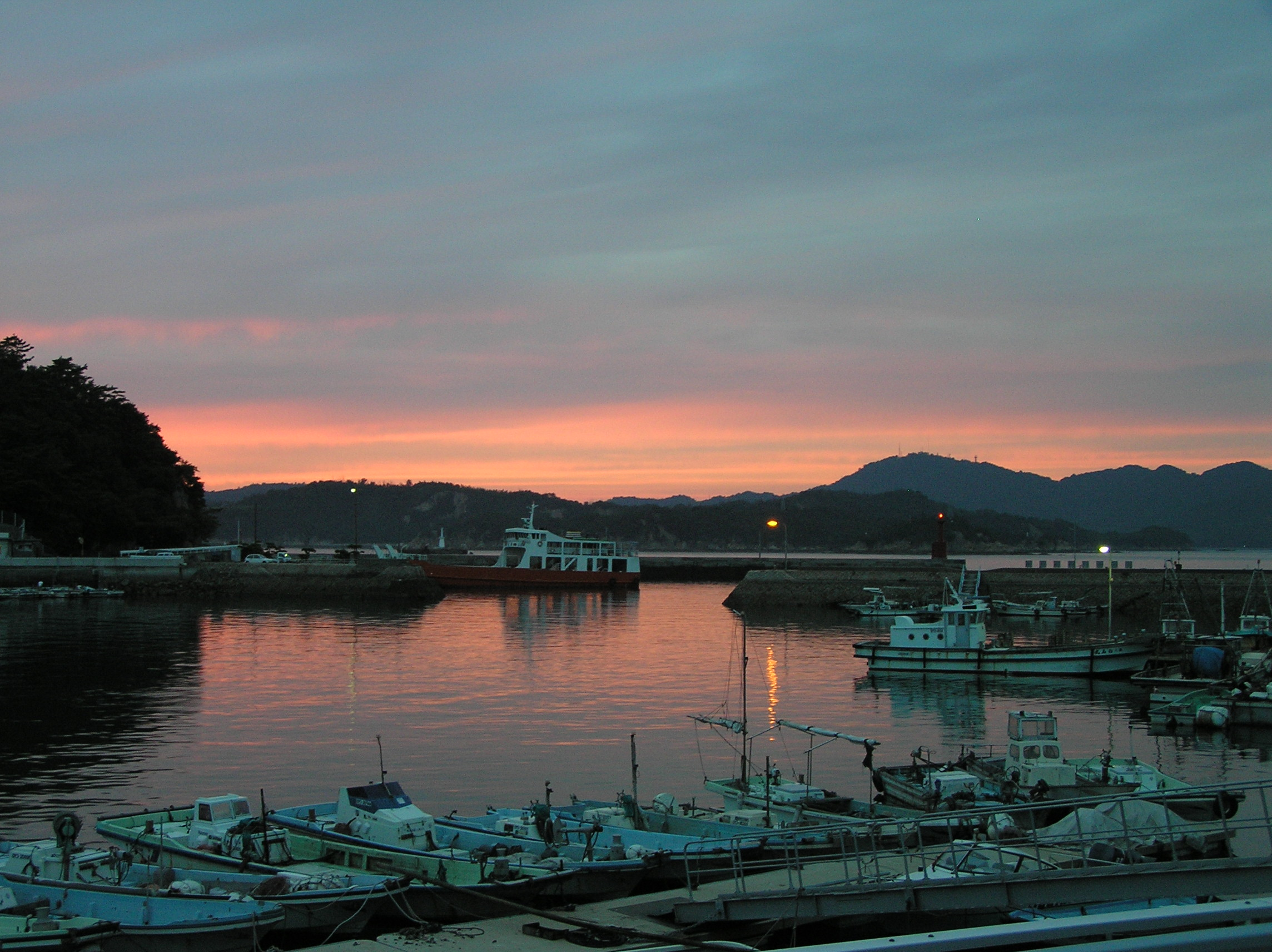
白石島の港
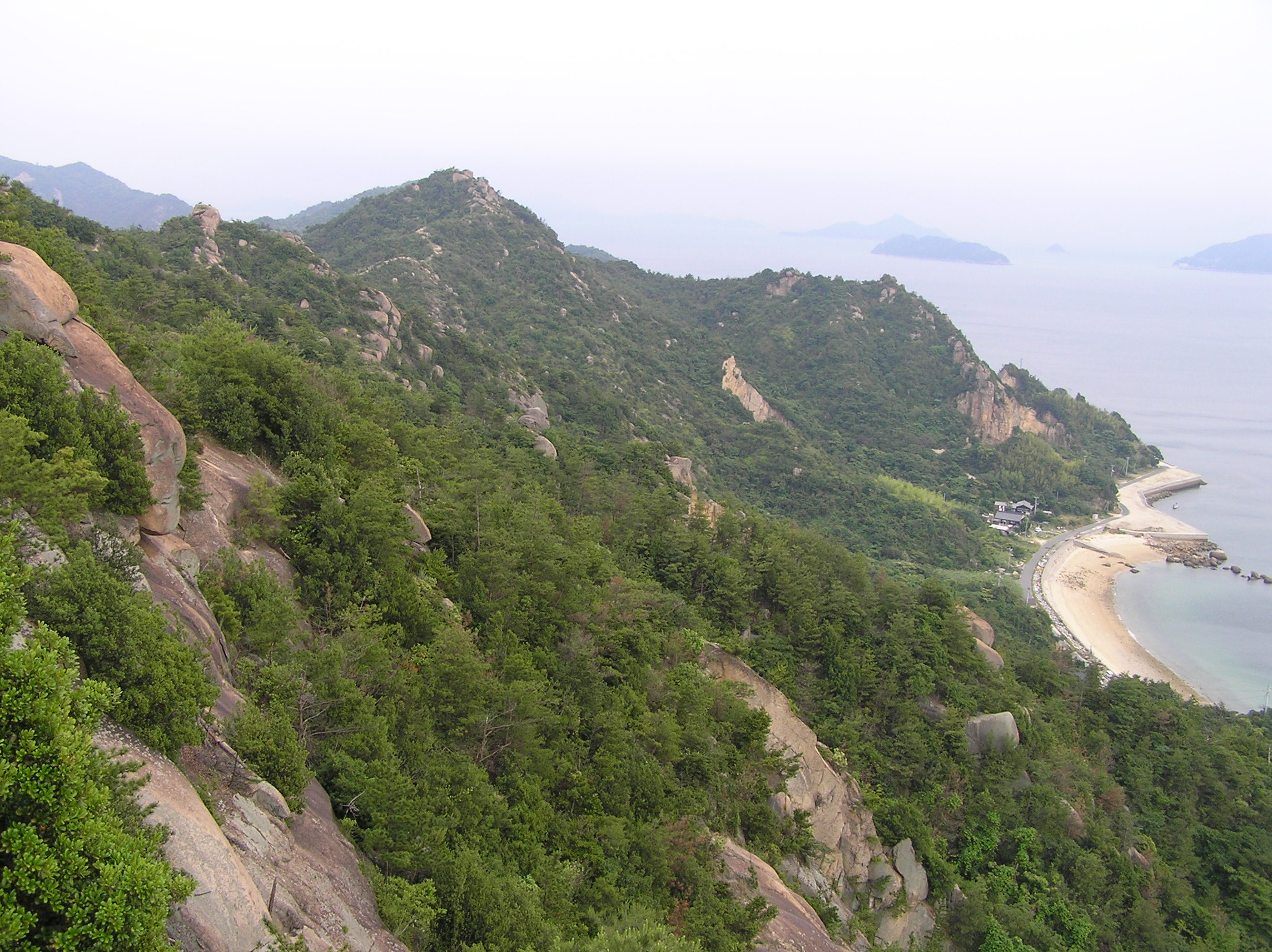
白石島の海岸
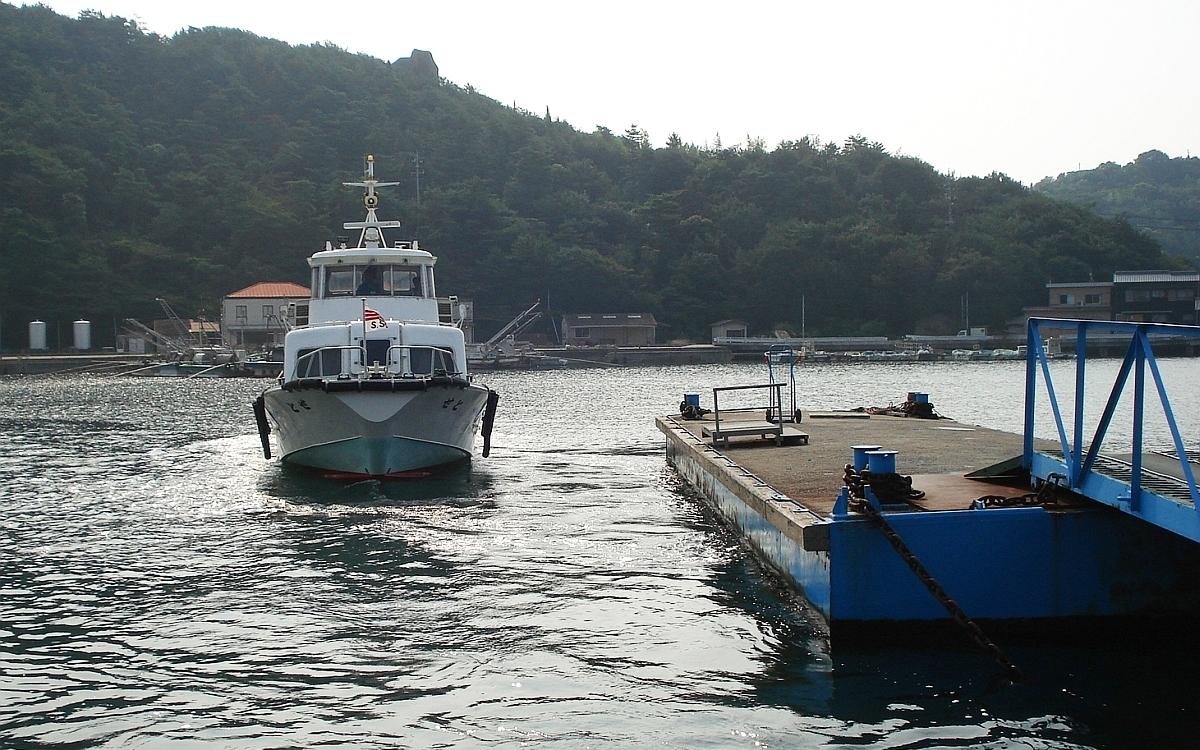
白石島の浮桟橋に接近する定期便

### 北木島
北木島（きたぎしま）は笠岡港から直線距離で南へ14km、航路では約25kmの距離にある。笠岡諸島の最大の島で、主島とされている。島は山がちで、標高225mの「バックリ山」をはじめ、トンギリ山（179.6m）、高山（177.9m）、秋葉山（160m）、八幡山（141.7m）などがある。平地に乏しく、主要な集落は北岸の「豊浦」「金風呂」、東岸の「大浦」、南岸の「丸岩」に形成されている。
北木島に産する花崗岩は「北木石」と呼ばれ、稲田石とあわせて「御影石の双璧」と評されている。北木石は大阪城の石垣や門で大規模に使用されているほか、花園東陵（統子内親王墓所）、豊臣秀吉の墓所、京都の五条大橋、明治神宮の橋、靖国神社の鳥居、伊勢神宮の石灯籠、薬師寺西塔、日本銀行の本店旧館、三越本店などで使われている。

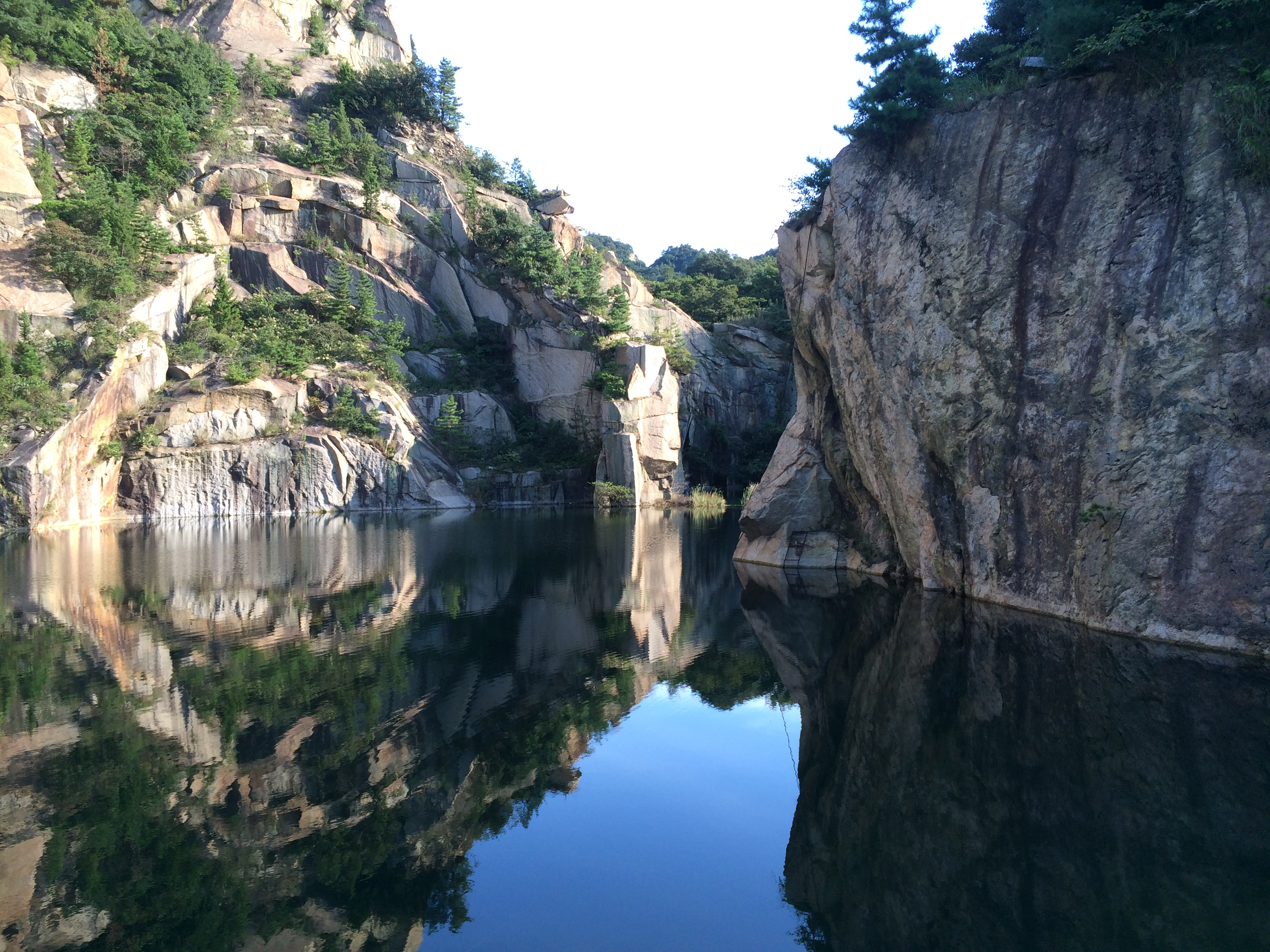
北木石の採石跡地には雨水が溜って湖状になっている。
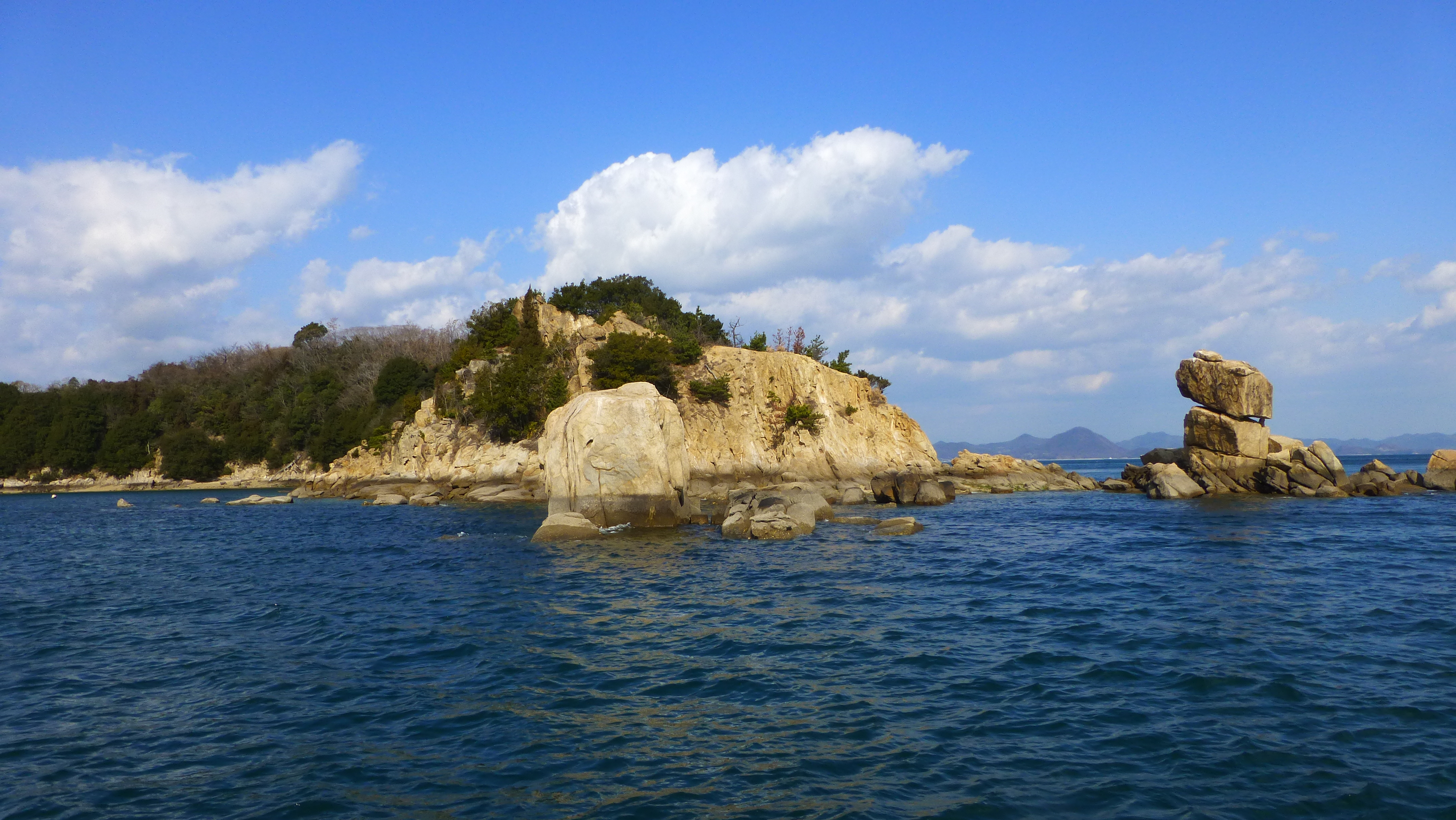
岬の先端にある「ねこ岩」「重ね岩」
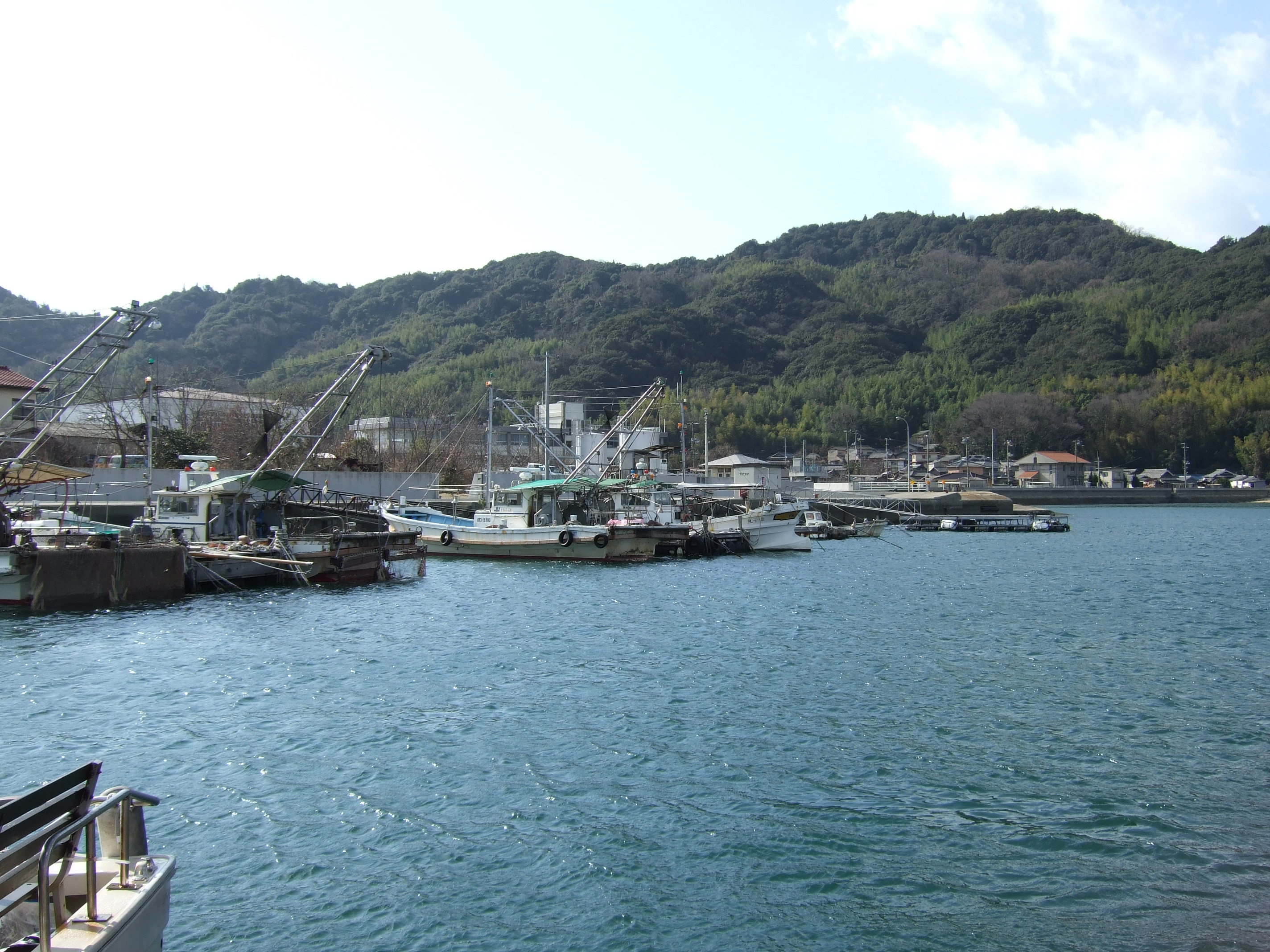
金風呂港
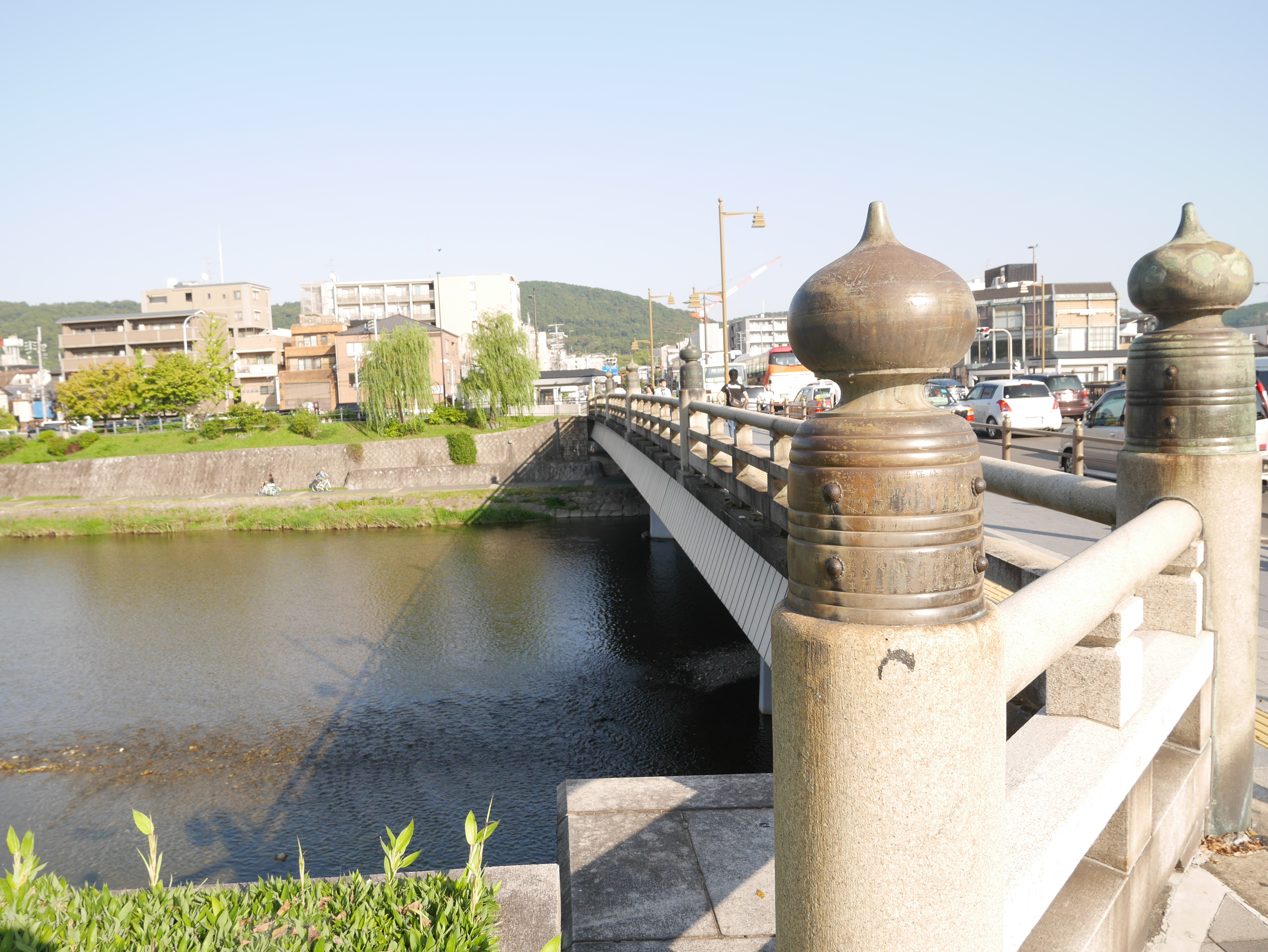
北木石でできた京都の五条大橋
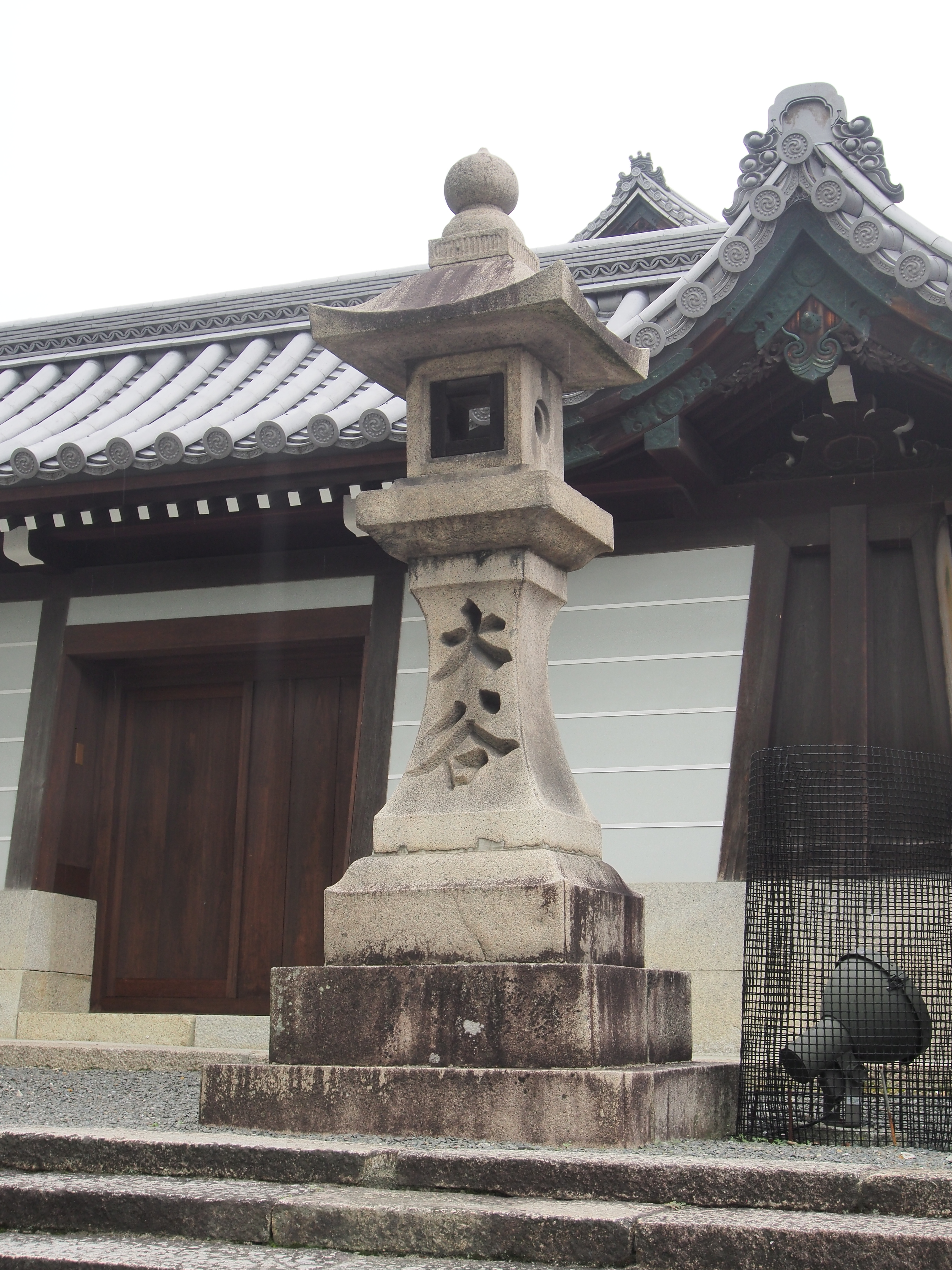
北木石を使った大谷本廟の石灯籠
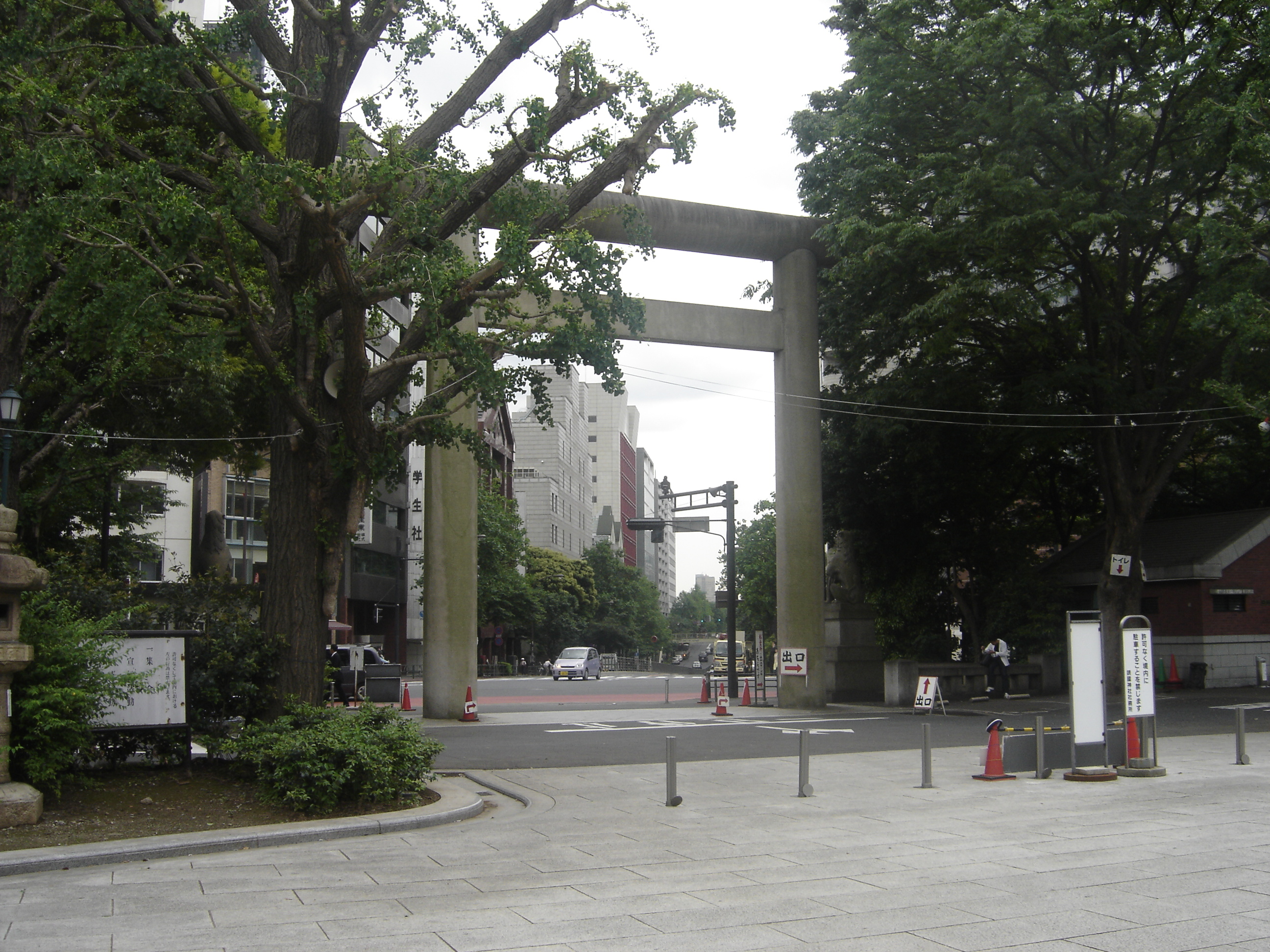
靖国神社の石鳥居

白石島と北木島の周囲には縦島・横辺島という無人の小島がある。笠岡諸島の島々はかつて土葬を行っていたが、それは島民に限られていた。島には石材の切り出し作業のために島外からの労働者が多くやってきており、彼らが事故死した場合には縦島や横辺島で火葬された。

### 飛島
大飛島（おおびしま）と小飛島（こびしま）の総称として飛島（ひしま）という。笠岡港から直線距離では約18km、実際の航路では北木島を経由して約25kmになる。この2つの有人島はおよそ900メートルの距離に並んでいて、引潮の時に大飛島から小飛島へ向かって現れる砂州で有名。この砂州の端部には8世紀から鎌倉時代にかけての祭祀遺跡（大飛島遺跡）があり、国産の三彩器（奈良三彩）、唐製の銅鏡、皇朝十二銭などが発見されている。近年は砂州は小さくなっており、砂州が縮小した原因ははっきりわからないが、近海の海底での砂の採取と関係があると推測されている。
古くは神島の属島の扱いだったが、近世に漁業者が大飛島・小飛島に移って住み着き、真鍋島の枝島の扱いになった。昭和期には多くの島民が船員などの出稼ぎに出るようになり、普段は400名あまりの人口が、出稼ぎ者が帰省する盆と正月だけ人口が800人に達するような状況だった。

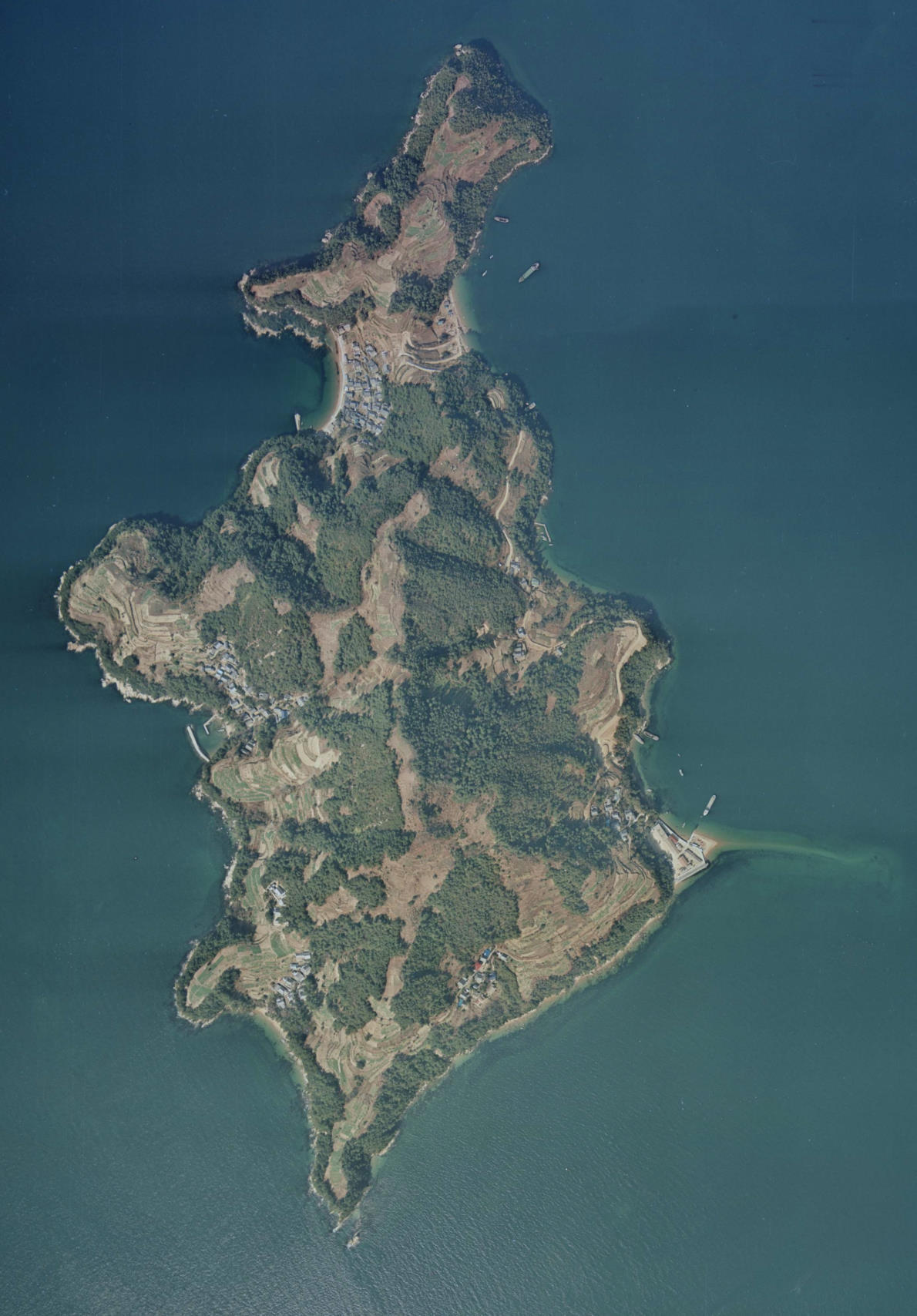
大飛島の航空写真。国土交通省 「国土画像情報（カラー空中写真）」を基に作成。
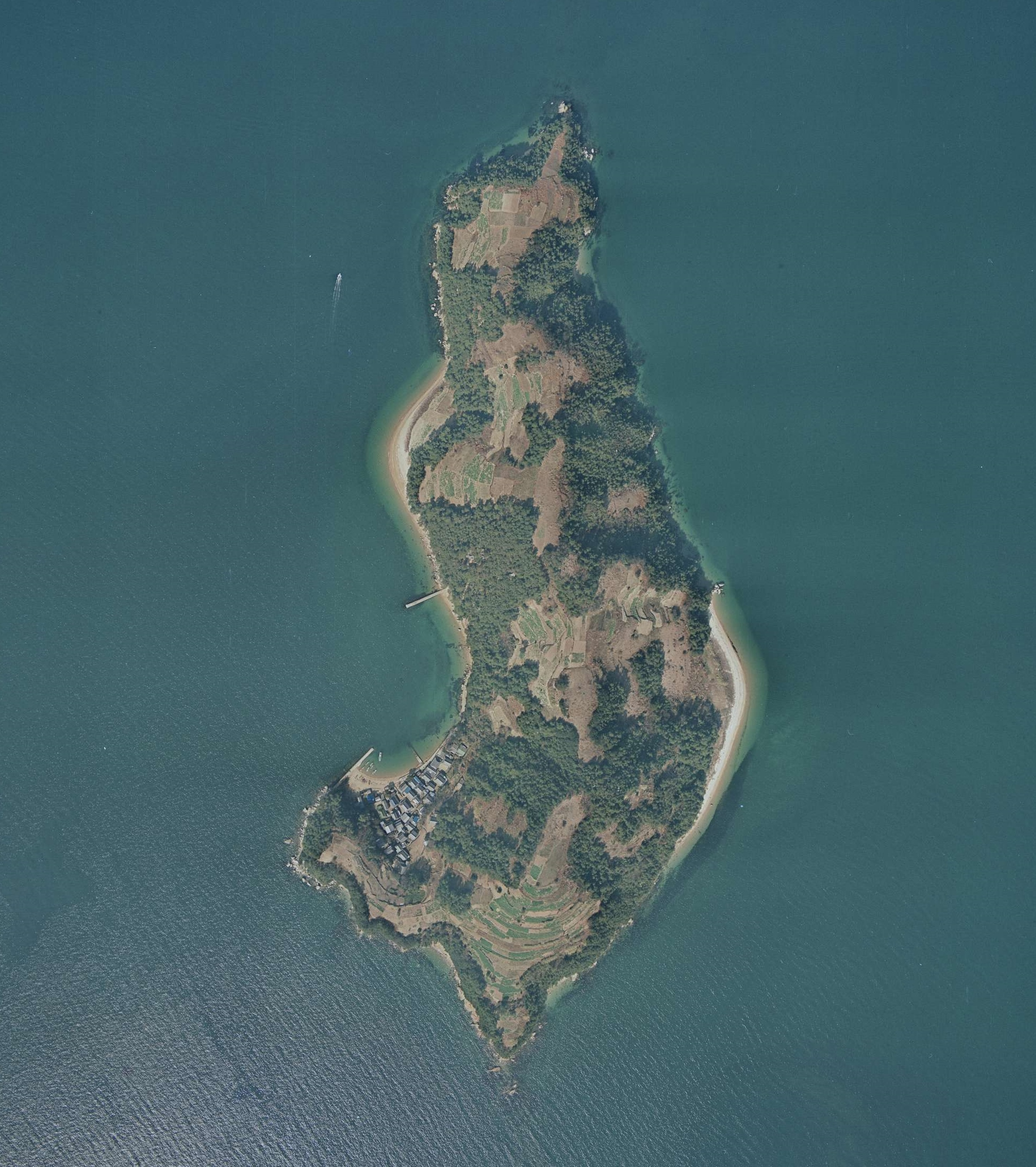
小飛島の航空写真。国土交通省 「国土画像情報（カラー空中写真）」を基に作成。

### 真鍋島
真鍋島（まなべしま）は笠岡港から直線距離で南へ18km、航路では約30kmにある有人島。属島として六島、大島、土生島、問島、茂床島などを伴っている。2.5km東には佐柳島（塩飽諸島）がある。島は東西に長く、両側に標高120m級の山があって平地はほとんどない。島の北側に入り江があって港が築かれている。
源平合戦で平家方についた真鍋氏（真名辺氏）の拠点だったとされ、その城跡がある。江戸時代の初期には小堀遠州が支配したが、1617（元和3）年から2年間は備中松山藩、1619（元和5）年からは備後福山藩、1698（元禄11）年からは幕府領となった。
古くから漁業で栄え、江戸時代には真鍋島から直接江戸市場へ活魚を納めていたという記録もある。町並みや建物には古くからの瀬戸内海の漁村の雰囲気が今も残り、「県のふるさと村」に指定されている。こうした町並みを利用して、1980年代には映画『瀬戸内少年野球団』のロケ地となった。
1947年（昭和22年）に霜がおりないことから寒菊の栽培が事業化され、最盛期には30ヘクタールもの栽培面積をもつ「花の島」として全国的に知られるようになった。しかし連作障害と市場の変化によって衰退した。

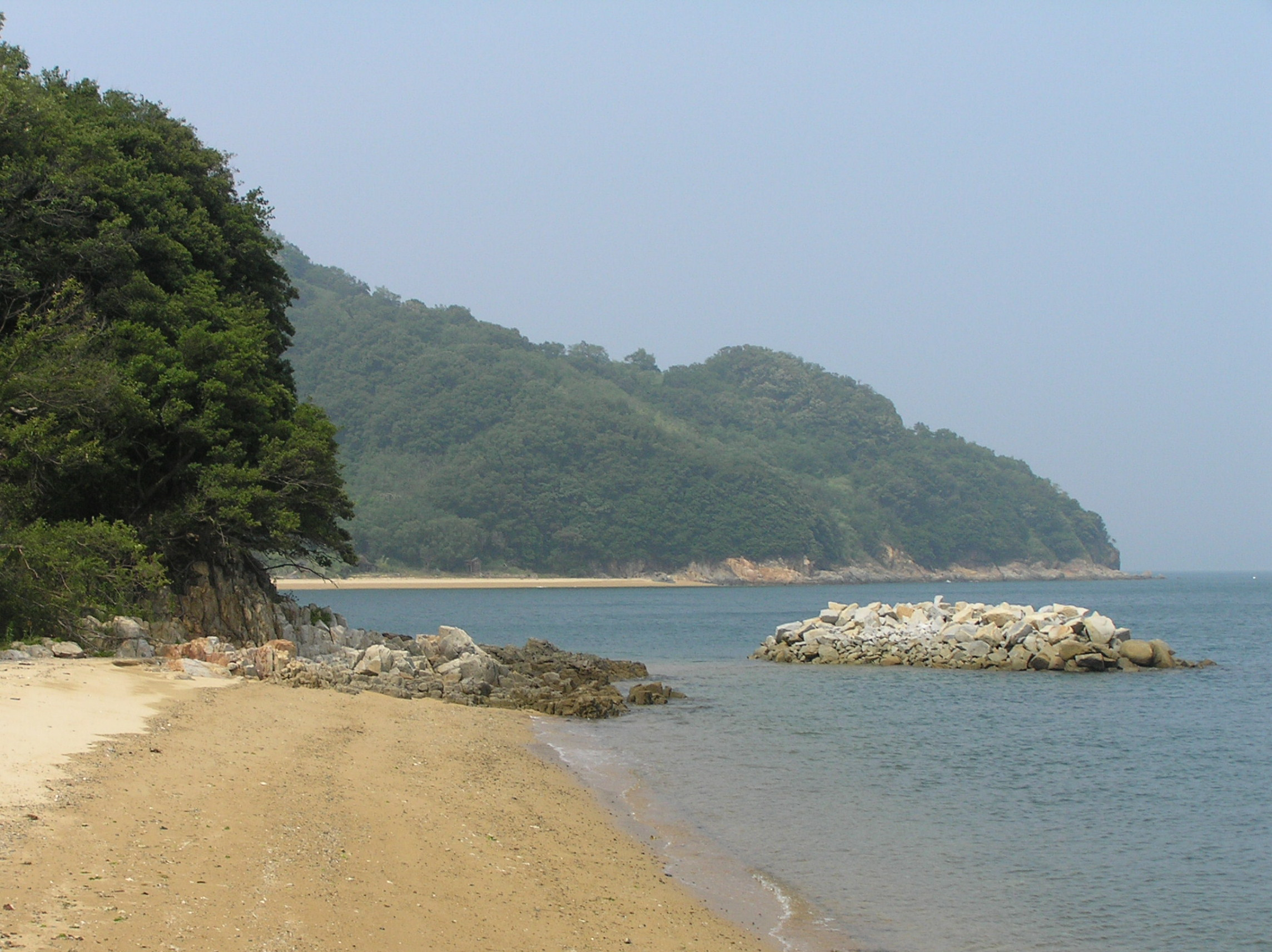
真鍋島
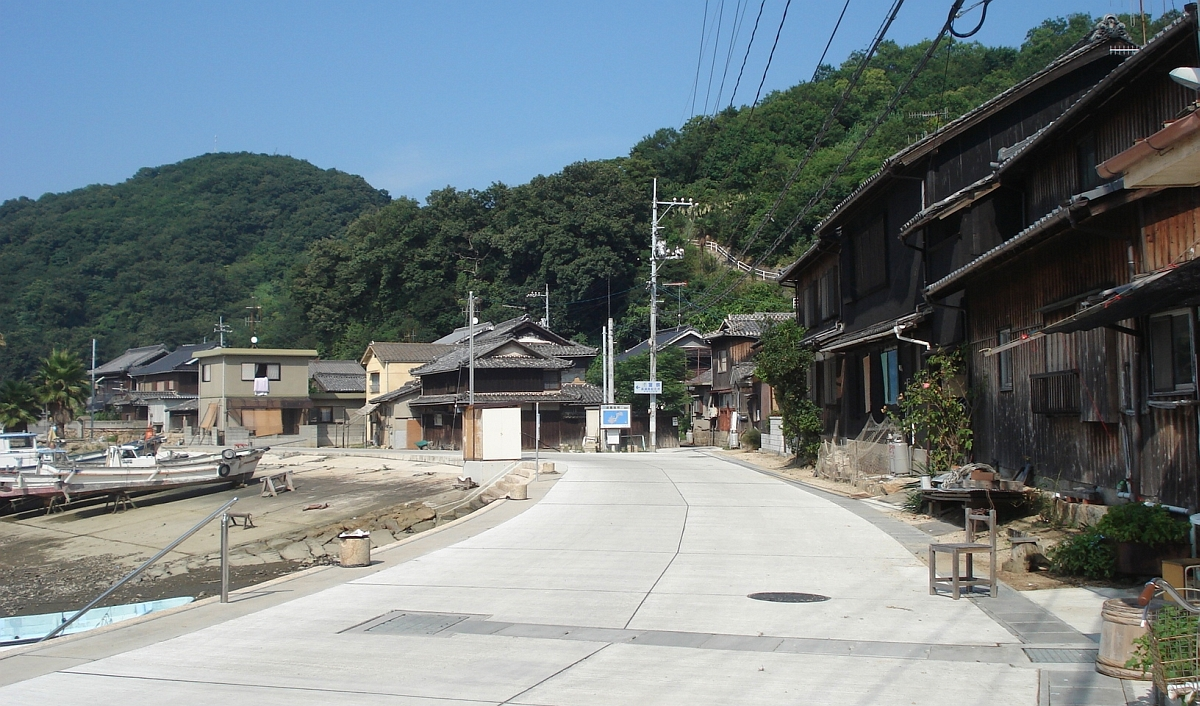
真鍋島の町並み
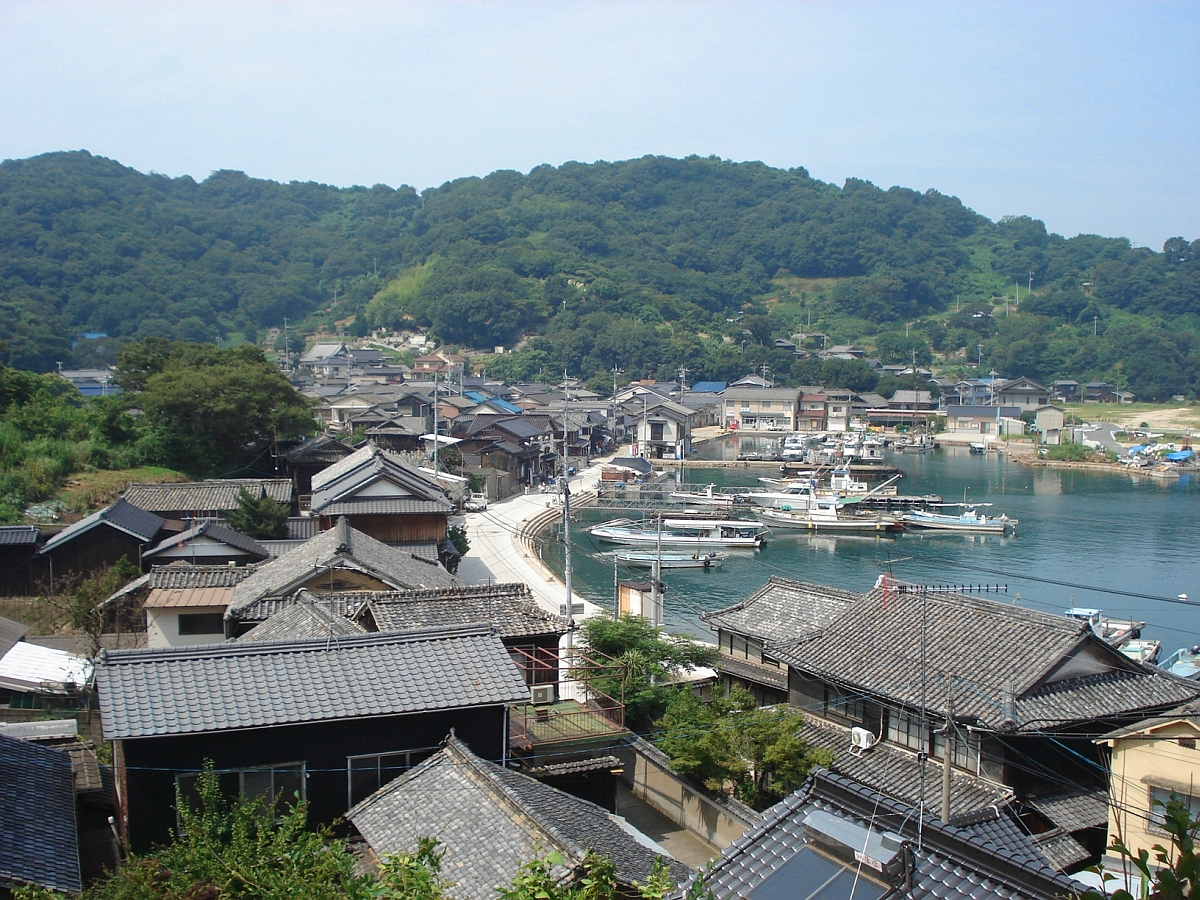
真鍋島本浦港
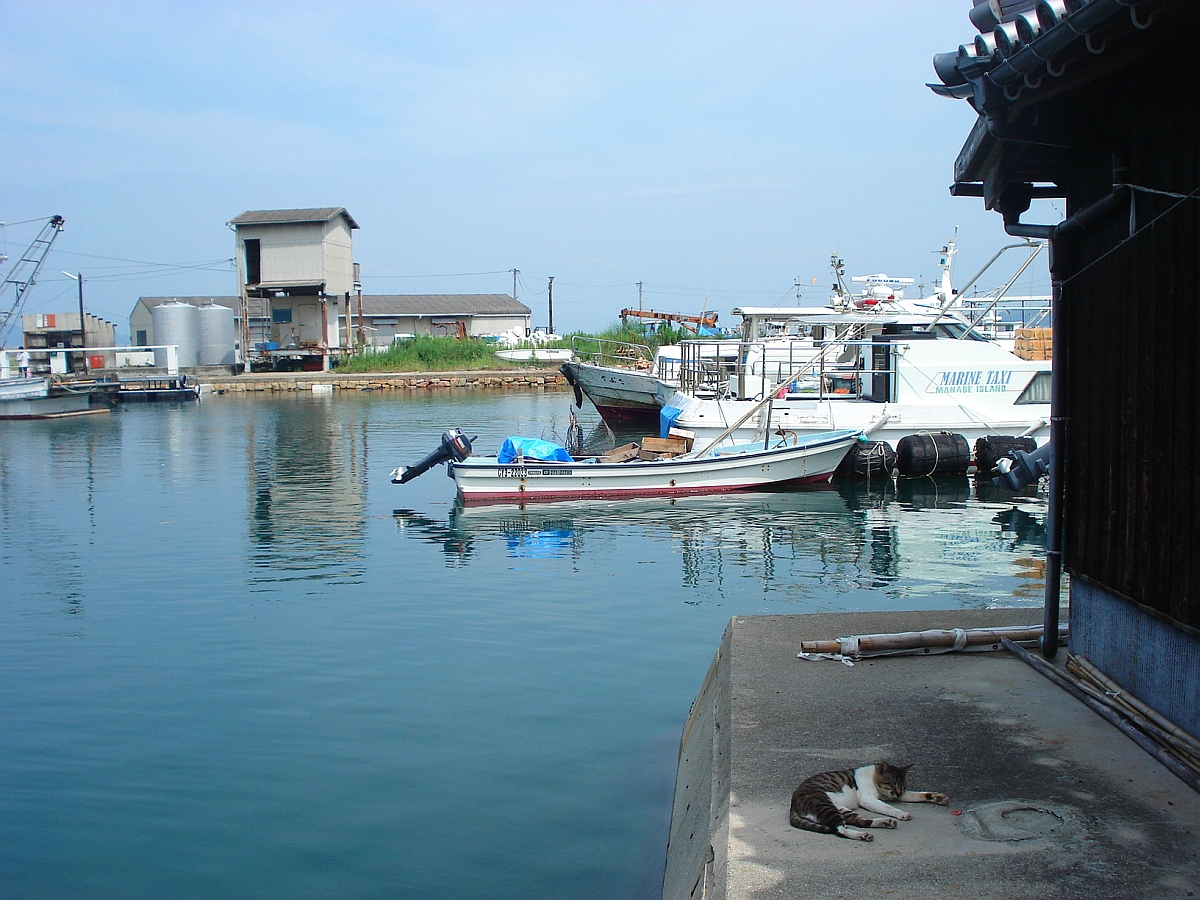
真鍋島本浦港
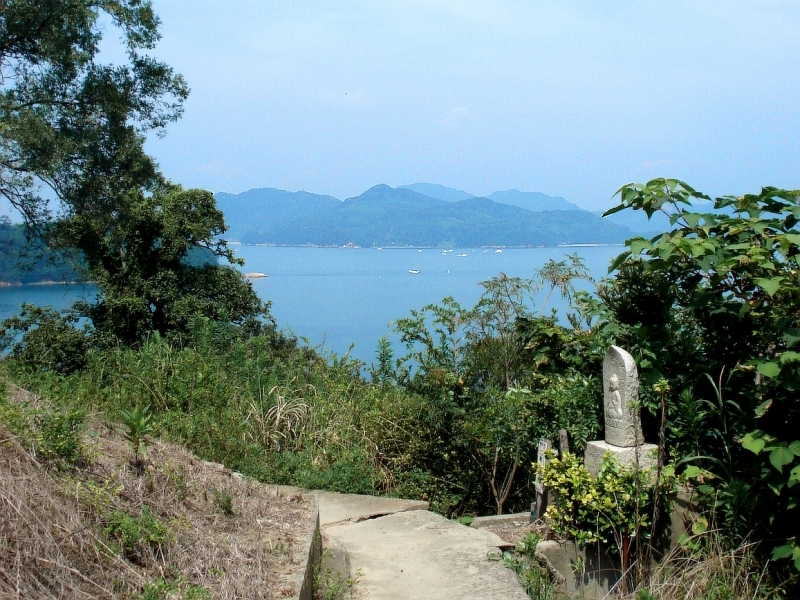
真鍋島から望む北木島

大島

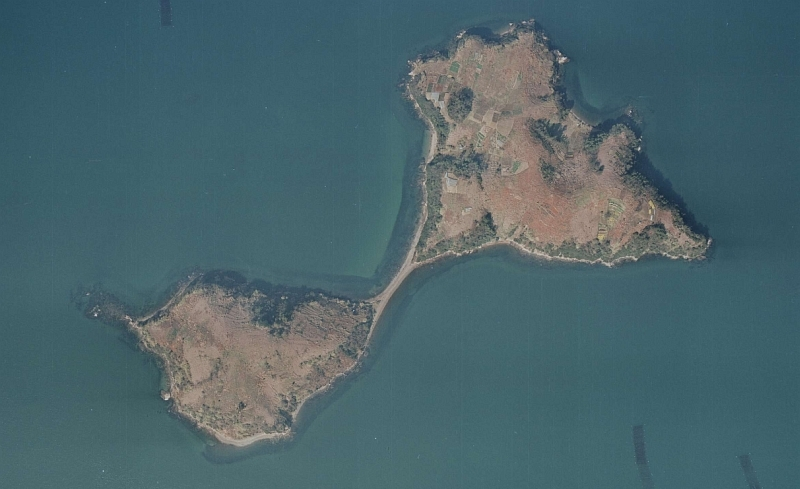
大島と前大島

大島（おおしま）は真鍋島の北にある「大島」「前大島」の総称。あちこちの大島と区別して「真鍋大島」とも呼ばれる。大島と前大島は100mほどの距離に近接していて、島の間は細い岩場で繋がっている。現在はいずれも無人島だが、大島はかつて畑作が行われていた。前大島には樹齢400年と推定される巨樹があり、「大島のイヌグス」（タブノキの異称）として天然記念物に指定されている。

### 六島
六島（むしま）は有人島で、岡山県の最南端である。笠岡諸島の中で笠岡港から最も遠く、直線距離で約23km、航路では約33km離れている。南へ約4.5kmで四国本土の荘内半島があり、六島と荘内半島の間の海域は瀬戸内海航路でも潮の流れが早い難所の一つとして古くから知られている。そのため岡山県内では初めて灯台が設置された場所でもある。
戦前は活きた魚を輸送する「活舟」の取り扱いで淡路島を上回って日本一を誇っていたが、戦後に船舶の動力化が普及すると廃れた。横溝正史の『獄門島』（金田一耕助シリーズ）の舞台として知られ、1977年の映画化作品では六島で実際に撮影も行われている。

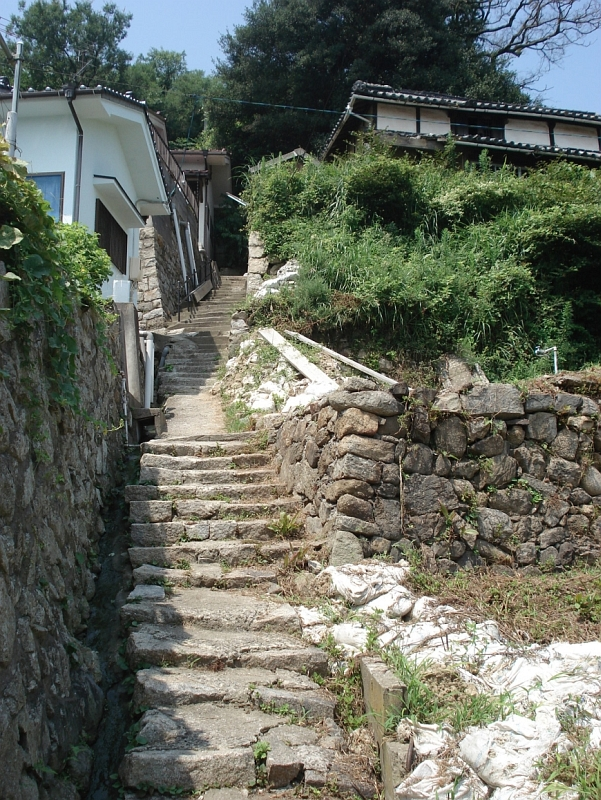
六島・前浦の路地
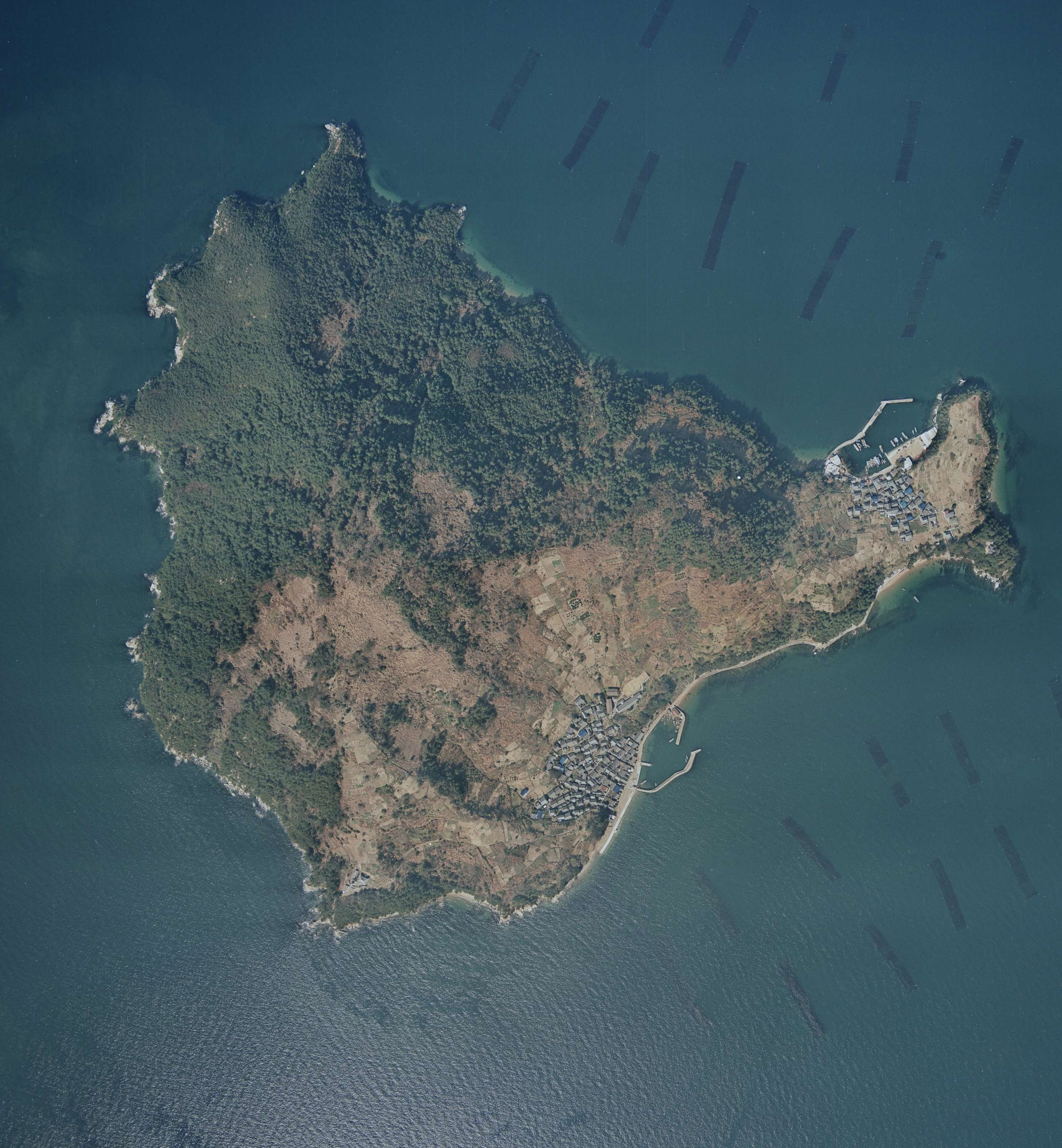
六島の航空写真。国土交通省 「国土画像情報（カラー空中写真）」を基に作成。

## 交通

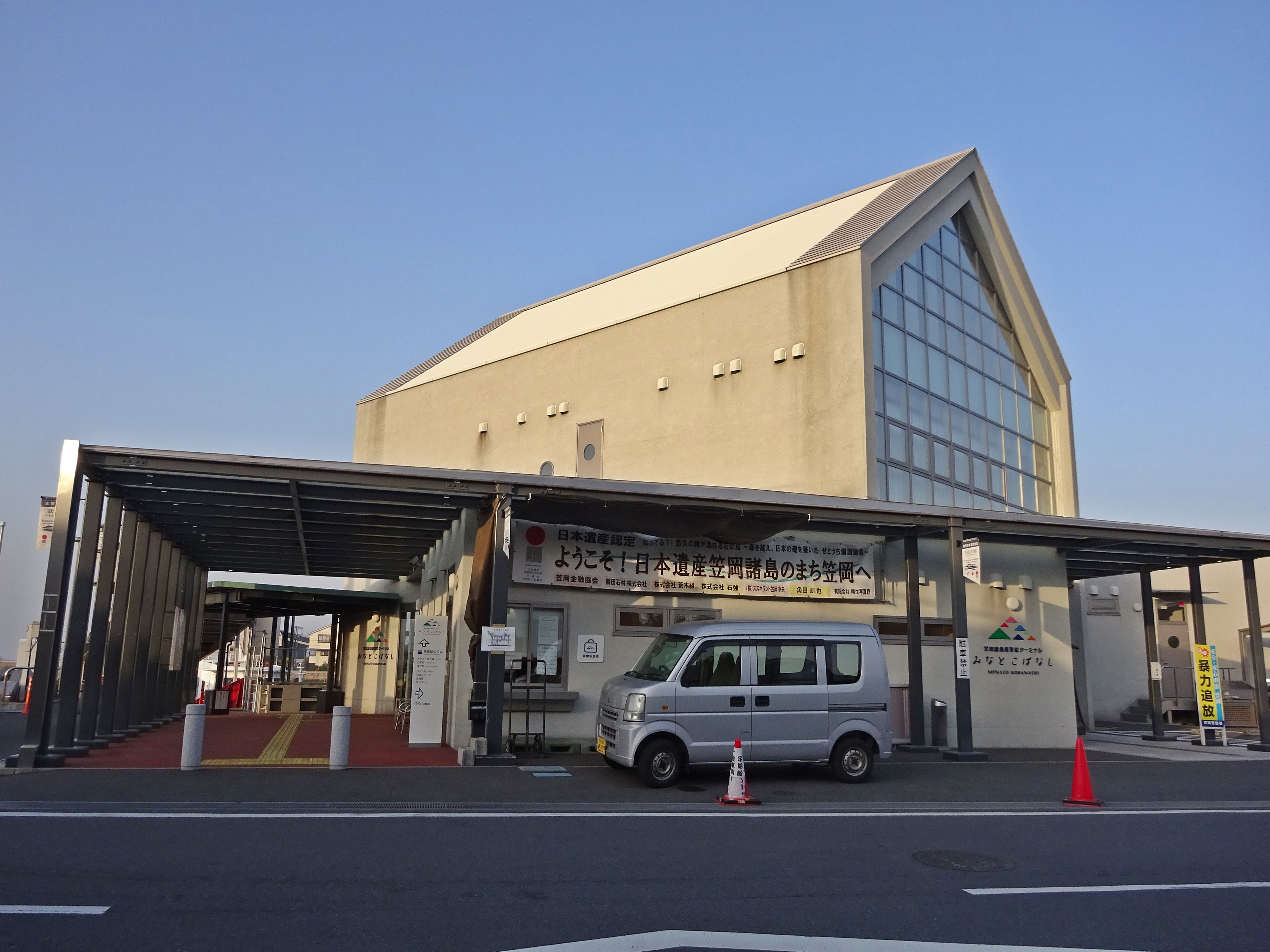
笠岡港（住吉港）

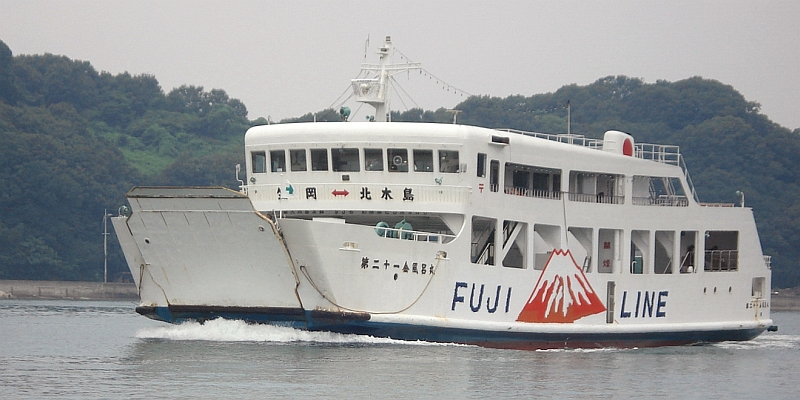
瀬戸内クルージングの第二十一金風呂丸

笠岡諸島は立地上、古来から瀬戸内海航路のなかでも重要な港の一つで、移動や水産業の拠点として多くの寄港船があった。しかし大型化した近年の船舶は笠岡諸島の島々には入港することができない。六島の南は燧灘との潮境があって潮流が早く、海難事故の危険が高い場所とされている。このため六島には灯台や信号所が設けられている。
現在、笠岡諸島の各有人島へは笠岡港から定期航路が運航されているほか、海上タクシーの利用も可能である。しかし笠岡港の老朽化や駐車場不足などによって連絡港としての機能低下が懸念されている。各島の港も小さく、旅客船、漁船、釣り船、プレジャーボートが共用しており、交通機能は高くない。

### 定期航路
以下は2016年（平成28年）現在の航路である。
2011年（平成23年）に従来の航路が再編された。
- 三洋汽船
  - 白石島航路（笠岡（住吉港） - 白石島）[62]
  - 六島航路（笠岡（住吉港） - 神島（外浦港） - 高島 - 飛島（北浦港） - 飛島（州港） - 小飛島 - 六島（湛江港） - 六島（前浦港） - 真鍋島）[63]
  - 佐柳本浦航路[注 6]（笠岡（住吉港） - 神島（外浦港） - 高島 - 白石島 - 北木島（楠港） - 北木島（北木島港） - 真鍋島（本浦） - 真鍋島（岩坪港））[64]
  - 多度津佐柳航路（真鍋島 - 佐柳島（長崎港） - 佐柳島（本浦港） - 高見島 - 多度津港）[65]

- 六島航路
  - 六島航路（笠岡（住吉港） - 六島（湛江港） - 六島（前浦港））[66]

- 白石フェリー
  - 白石航路（笠岡（伏越港） - 白石島）[67]

- 瀬戸内クルージング
  - 北木島航路（笠岡（伏越港） - 白石島 - 北木島（豊浦港） - 北木島（金風呂港））[68]

- 笠岡フェリー
  - 北木島航路（笠岡（伏越港） - 北木島（豊浦港） - 北木島（金風呂港））[69]

## 近隣の島
- 塩飽諸島 - 香川県丸亀市
- 走島 - 広島県福山市走島町（鞆地区）

## 舞台
- 岡山県は「桃太郎」が有名な場所であるが、笠岡諸島が「鬼ヶ島」だと言われている。
- 六島は横溝正史の作品「獄門島」(金田一耕助シリーズ)の舞台となっている。